# Urbos
Urbos（ウルボス）はスペインのバスク州を拠点とする鉄道車両メーカーCAF社が展開している超低床路面電車（LRV）の製品群およびそのブランド。主にUrbos 1（ウルボス1）、Urbos 2（ウルボス2）、Urbos 3（ウルボス3）までの3種といくつかの派生版に大別される。
1993年にセビリア・メトロ向けに製造を開始し、1999年までに16編成を納入した。この時点では主電動機や台車を含むコンポーネント部品はシーメンス製だったこともありシーメンスの完成車とデザインで大差はみられなかった。同様のデザインは1995年にリスボンでも採用された。
その後CAFはデザインから製造を一括して自社で担うことを決定した。初代モデルのウルボス1は自社の拠点があるビルバオ・トラムで2004年から2006年にかけて採用された。
2代目のウルボス2はスペインの他の事業者に、最新型となるウルボス3は世界各地で採用されるようになった。

## Urbos 1

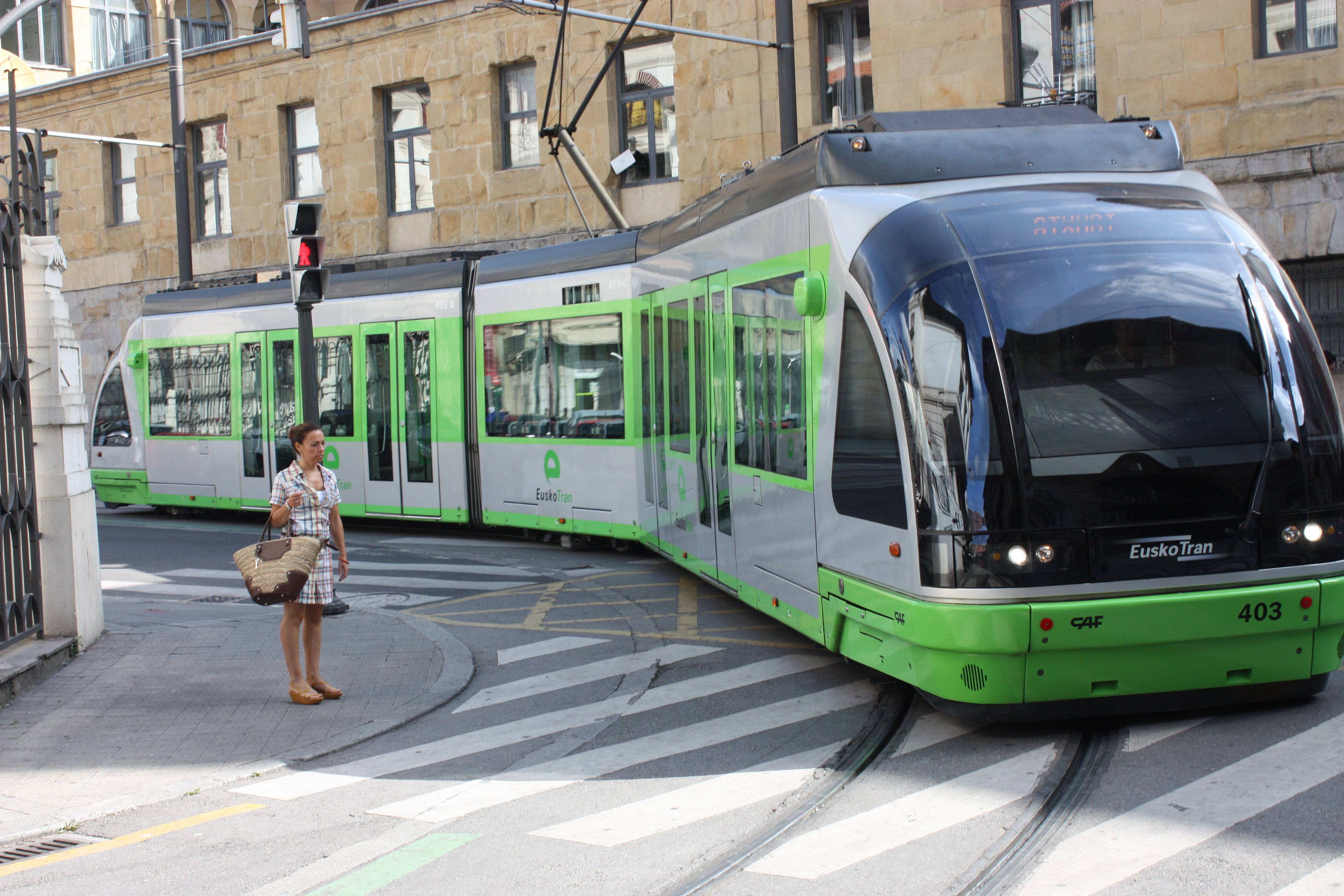
ビルバオのUrbos 1

このシリーズはビルバオ・トラムの事業者エウスコ・トランに納入されたのみである。トラムは1964年に一旦廃止されていたが、2002年12月に復活、2004年に延伸している。
- A線（英語版）用に8編成（401–408）[4]
  - 客室の70%が超低床でメーターゲージ仕様。Mc-T-Mcの3連で両端に連接台車を備える[5]。

## Urbos 2
| 地域・事業者                 | 運行開始 | 編成数 | 編成両数 | 座席数 | 定員 | 全長   | 全幅 | 速度 | 電気方式 | 集電方式  | 備考                                                    |
| 地域・事業者                 | 運行開始 | 編成数 | 編成両数 | 座席数 | 定員 | m      | m    | km/h | 電気方式 | 集電方式  | 備考                                                    |
| ---------------------------- | -------- | ------ | -------- | ------ | ---- | ------ | ---- | ---- | -------- | --------- | ------------------------------------------------------- |
| ベレス＝マラガ・トラム       | 2006年   | 3      | 5連      | ?      | 280  | 31.260 | ?    | 70   | 直流750V | 架線      |                                                         |
| メトロ・セントロ             | 2008年   | 5      | 5連      | ?      | 279  | 31.260 | ?    | 50   | 直流750V | 架線・ACR | 無架線実証試験終了後の2011年にUrbos 3へ置き換えられた。 |
| ビトリア＝ガステイス・トラム | 2008年   | 11     | 5連      | ?      | 261  | 31.380 | ?    | 70   | 直流750V | 架線      | Urbos 100                                               |
| セビリア・メトロ             | 2009年   | 21     | 5連      | ?      | 275  | 31.25  | ?    | 70   | 直流750V | 架線      |                                                         |
| アンタルヤ・トラム           | 2009年   | 14     | 5連      | ?      | 282  | 35.176 | ?    | 70   | 直流750V | 架線      | Urbos 100                                               |

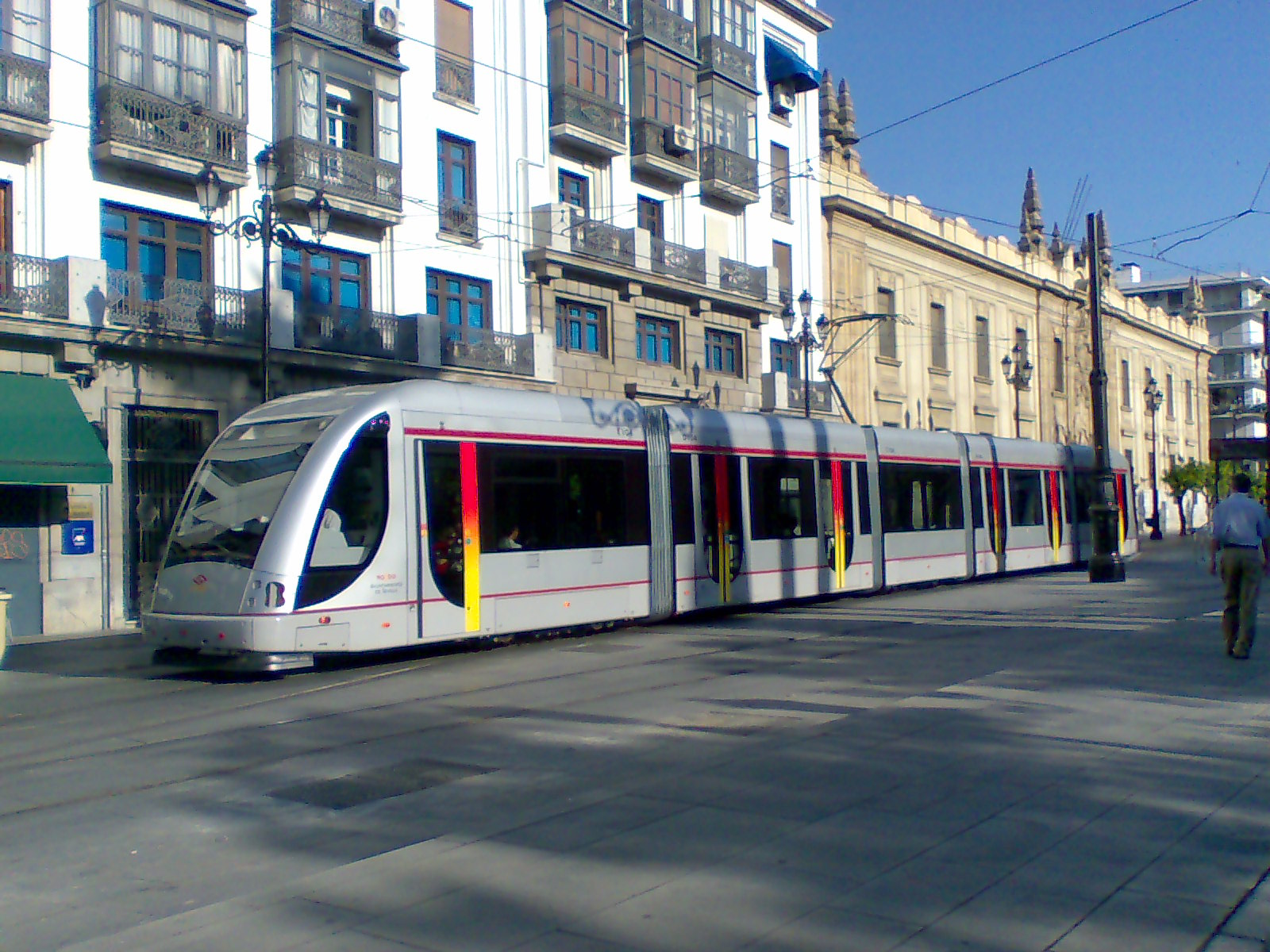
併用軌道区間を走行するセビリアのメトロセントロUrbos 2
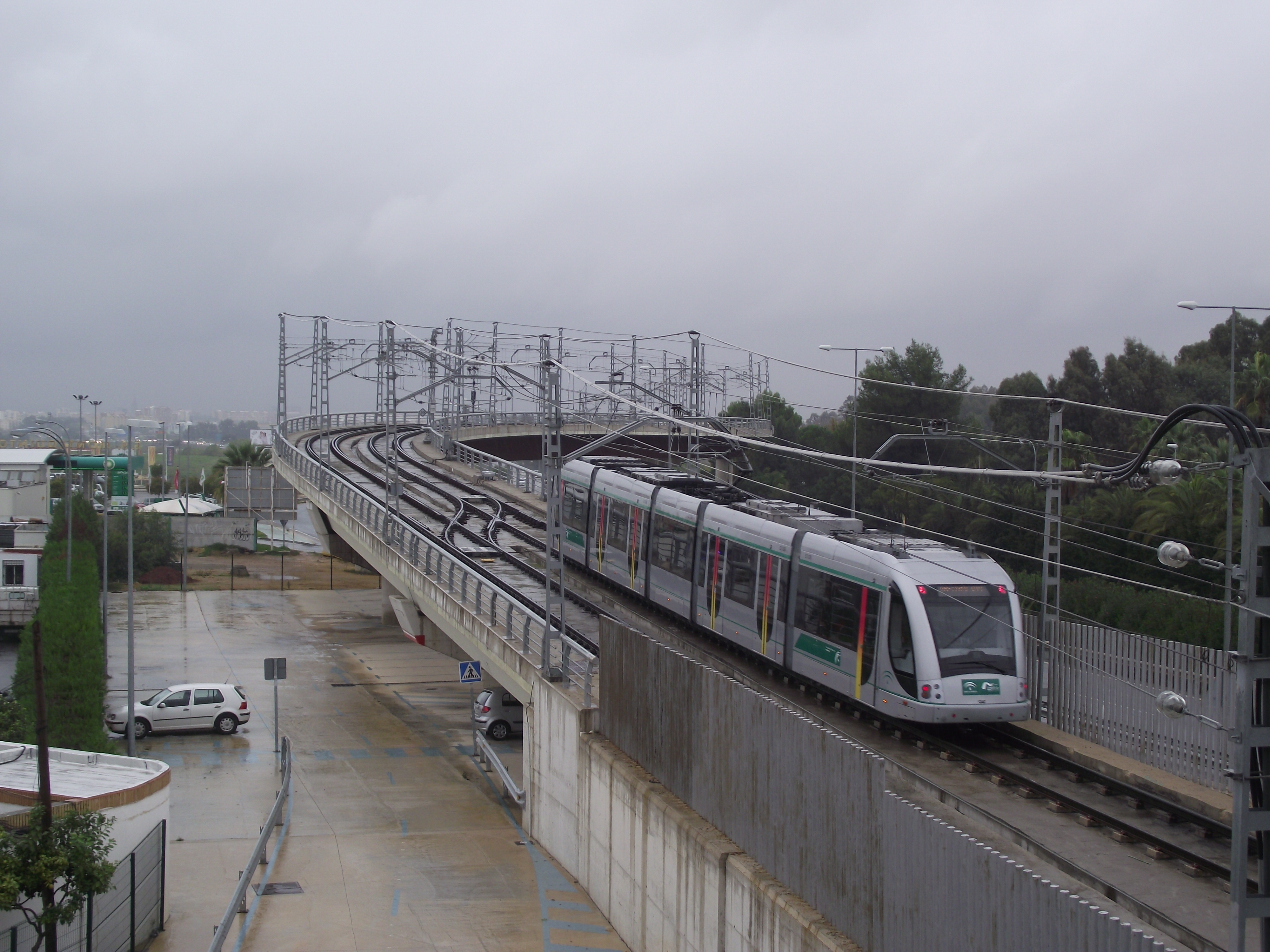
専用線区間を走行するメトロ・セントロ
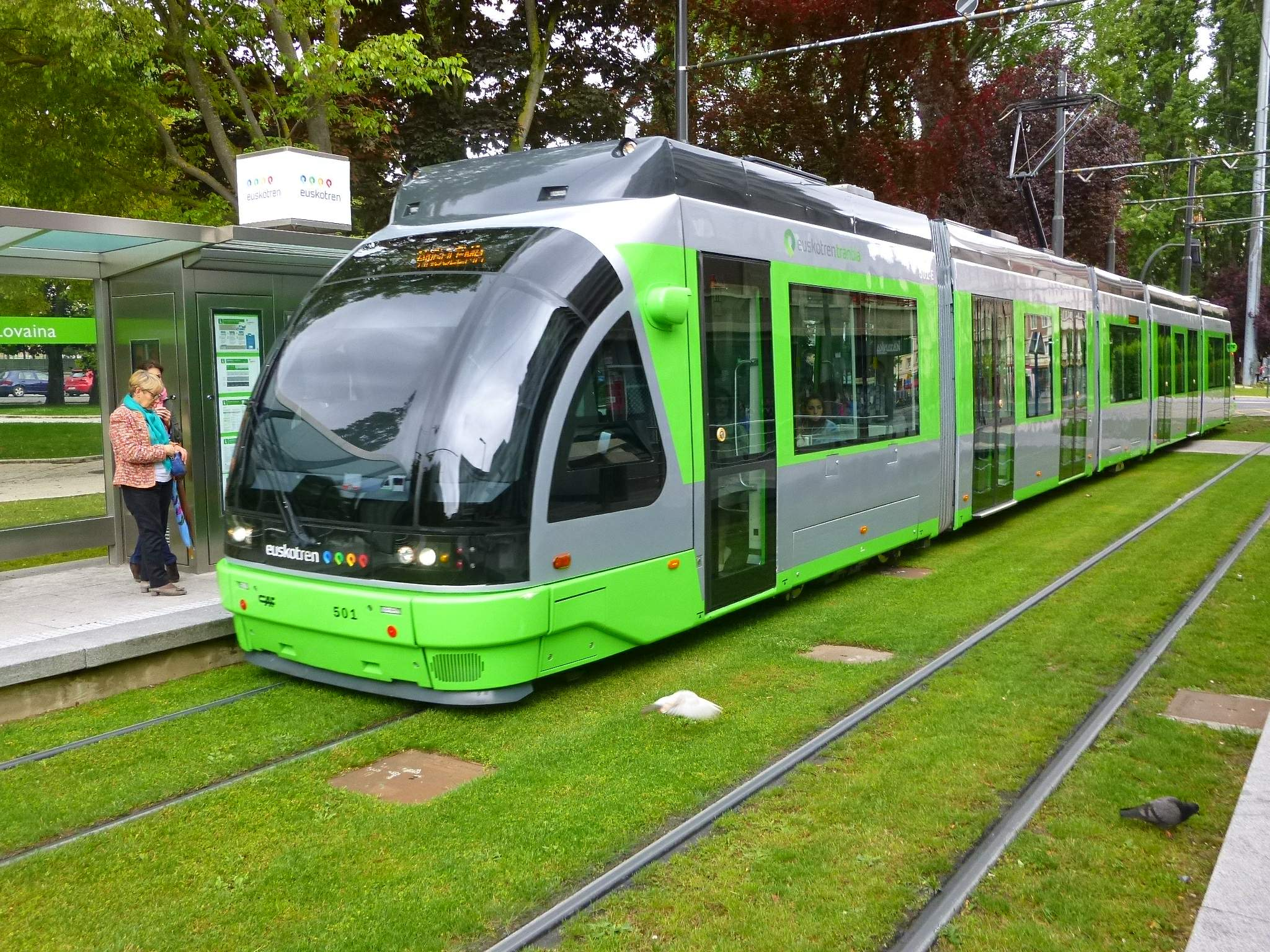
ビトリア＝ガステイス・トラム
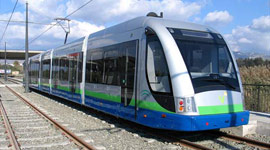
マラガのUrbos 2
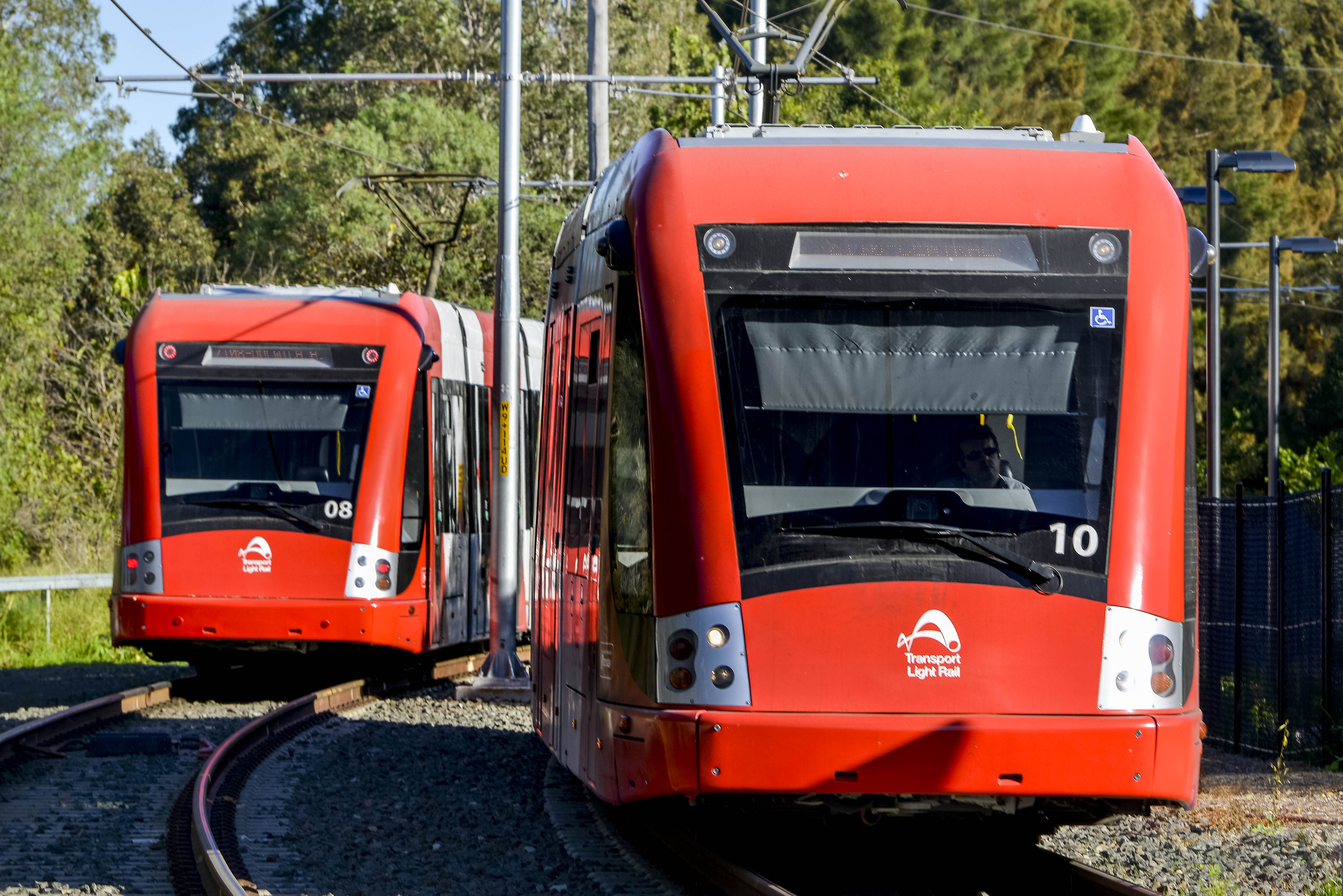
マラガからリースされたシドニーのUrbos 2（2014年）
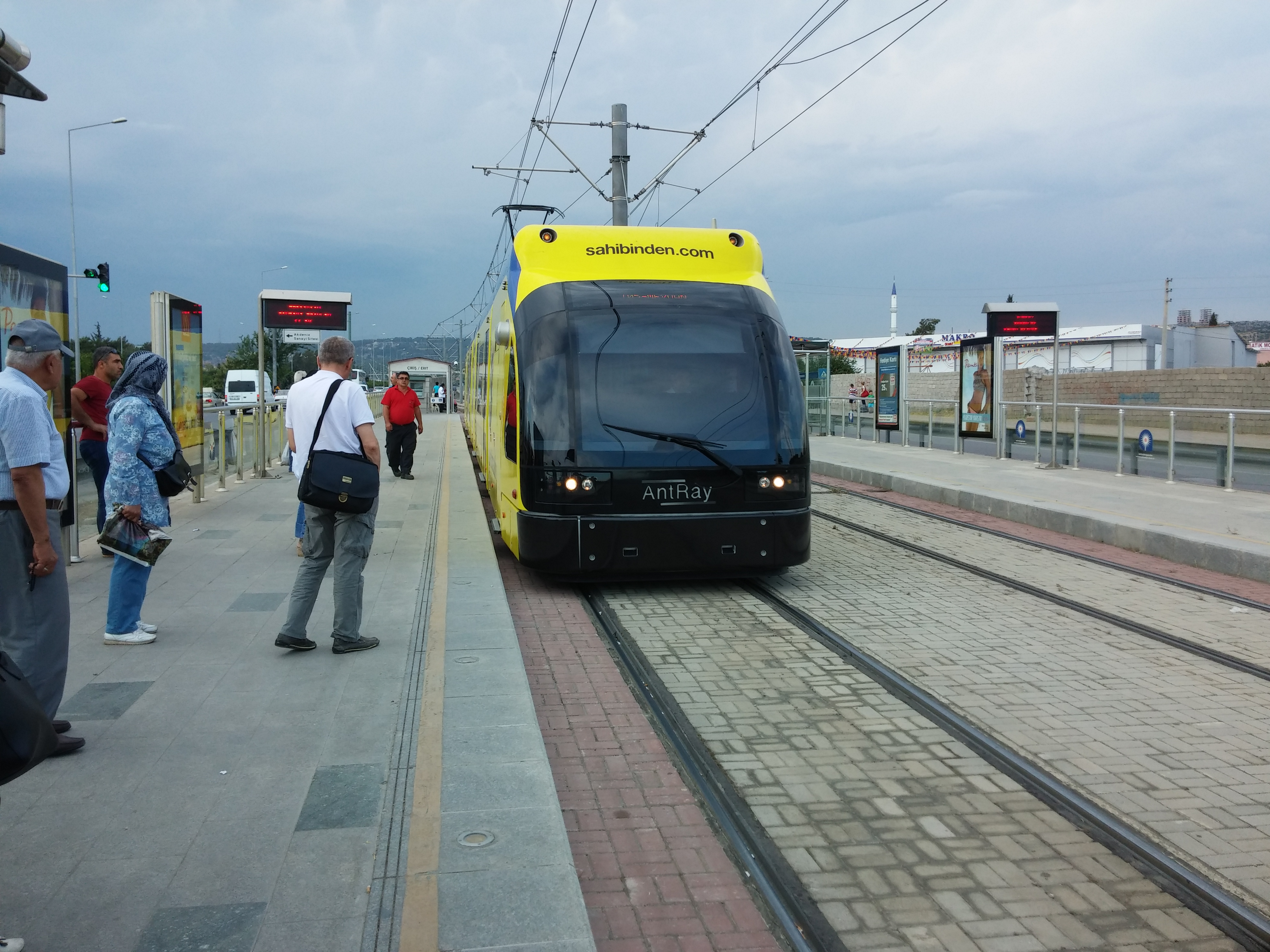
アンタルヤ・トラム

## Urbos 3
Urbos 2の後継車両。現在は全てUrbos 3で展開されている。

### Urbos 70/Urbos 100

車両のイメージ図（ブダペスト市電）

基本仕様は最高速度70km/hで低床の割合によって複数のバリエーションがある。軌間は標準軌（1,435mm）とメーターゲージ（1,000mm）の2種に、
動力台車のある先頭の制御車（Mc）、付随台車のある中間車（T）、台車のない中間車（S）の3種を組み合わせて3両から奇数単位で9両まで自在にカスタマイズできる。
車体幅は2,300、2,400、2,650mmの3種に、全長は23-56mに対応。先頭車は両運転台のものと、ループ線などがあり方向転換不要な路線用の片運転台のものがある。
- Urbos 70は客室部全長の70%が超低床で3台車3両、4台車5両、5台車7両が選択可能。
- Urbos 100は完全超低床仕様で2台車3両、3台車5両、4台車7両、5台車9両が選択できる。

客室設備はモジュール化されており、FRP座面のモケット有無やレイアウト、ドア数は事業者によってカスタマイズ可能。パンタグラフは3両の場合いずれかの先頭車Mcに、5両以上の場合は中間車（S）に設置される。

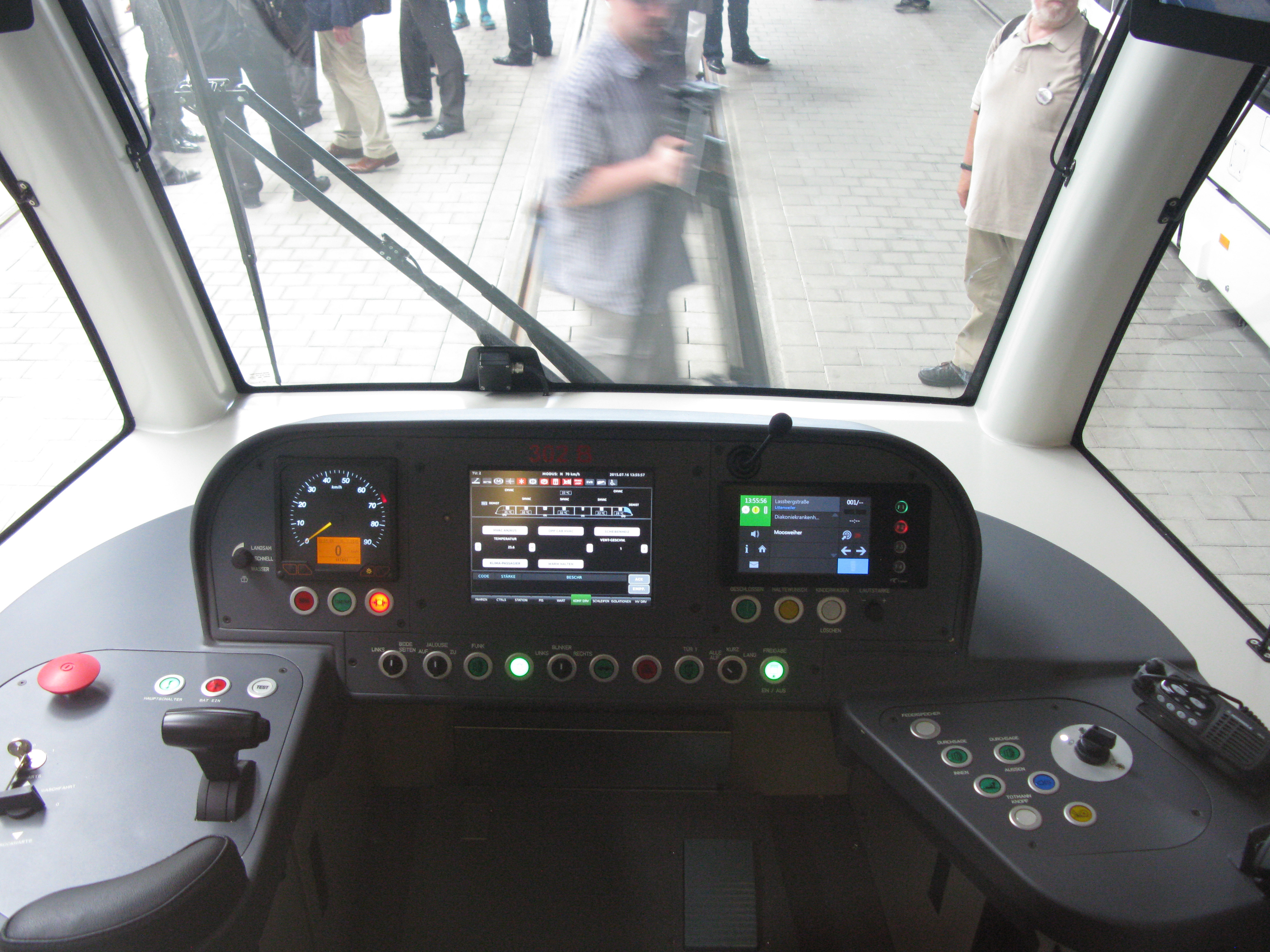
運転席（ドイツ・フライブルク）
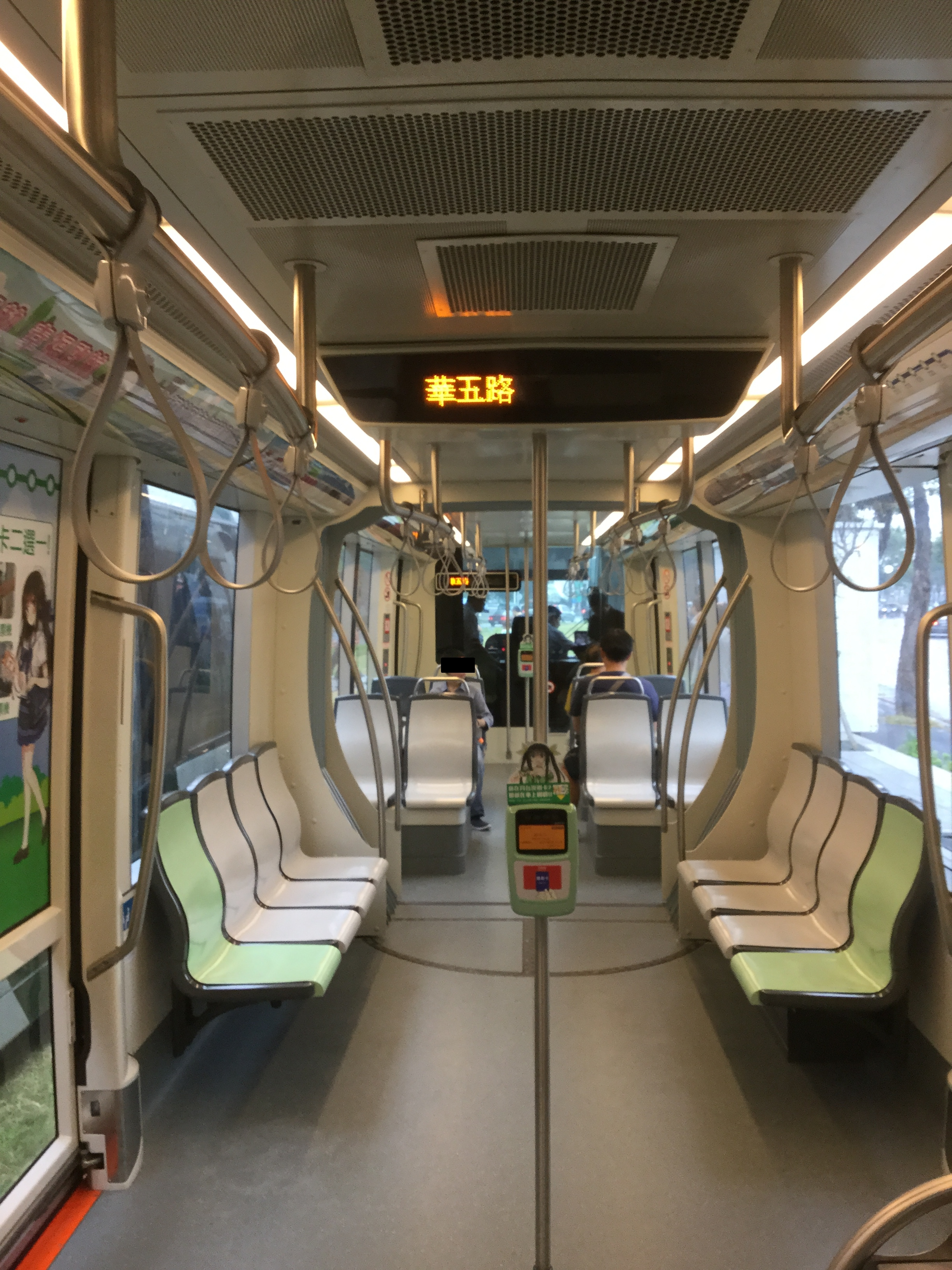
座席（台湾・高雄）
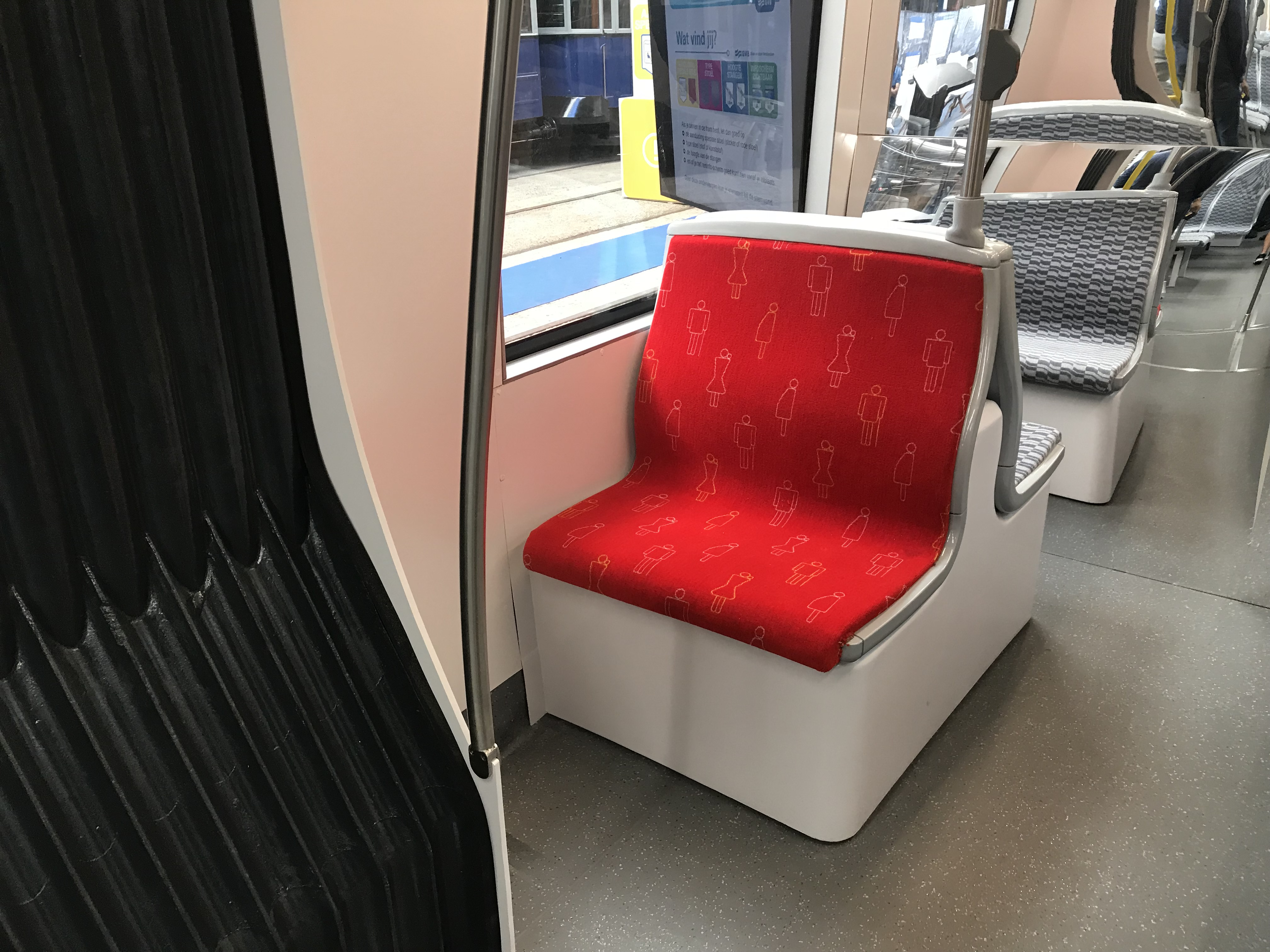
座席（オランダ・アムステルダム）
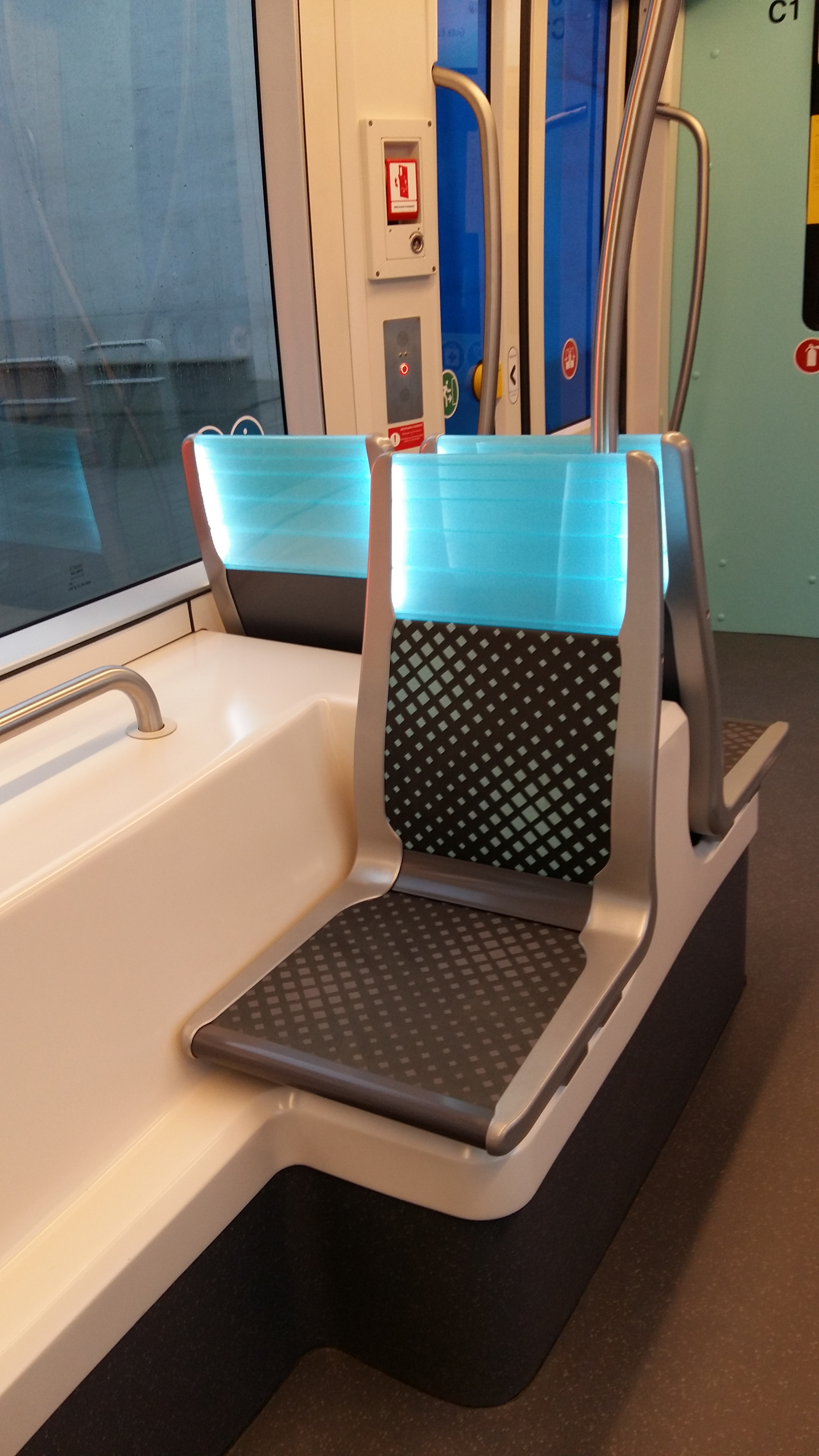
座席（ルクセンブルク）
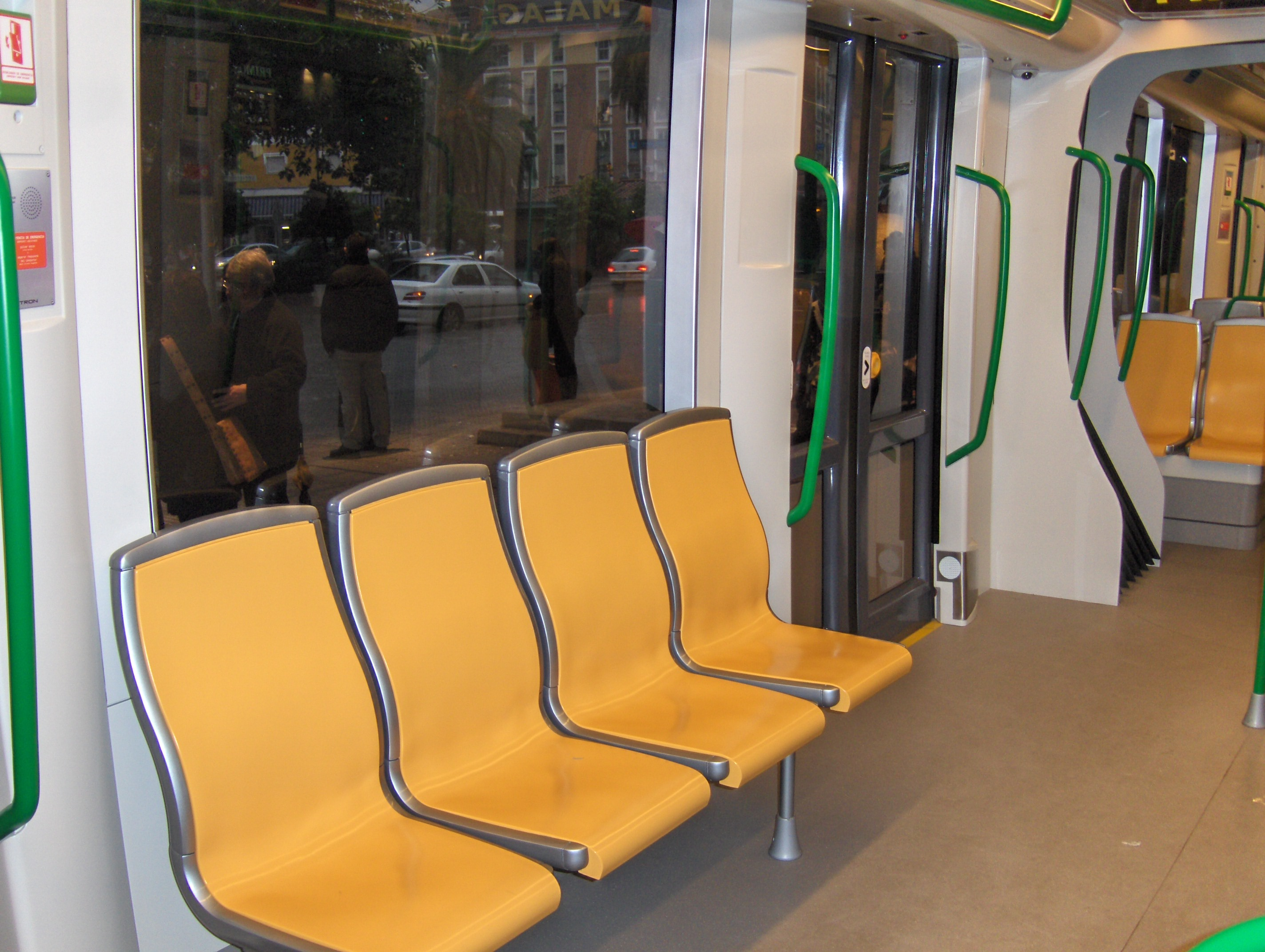
座席（スペイン・マラガ）
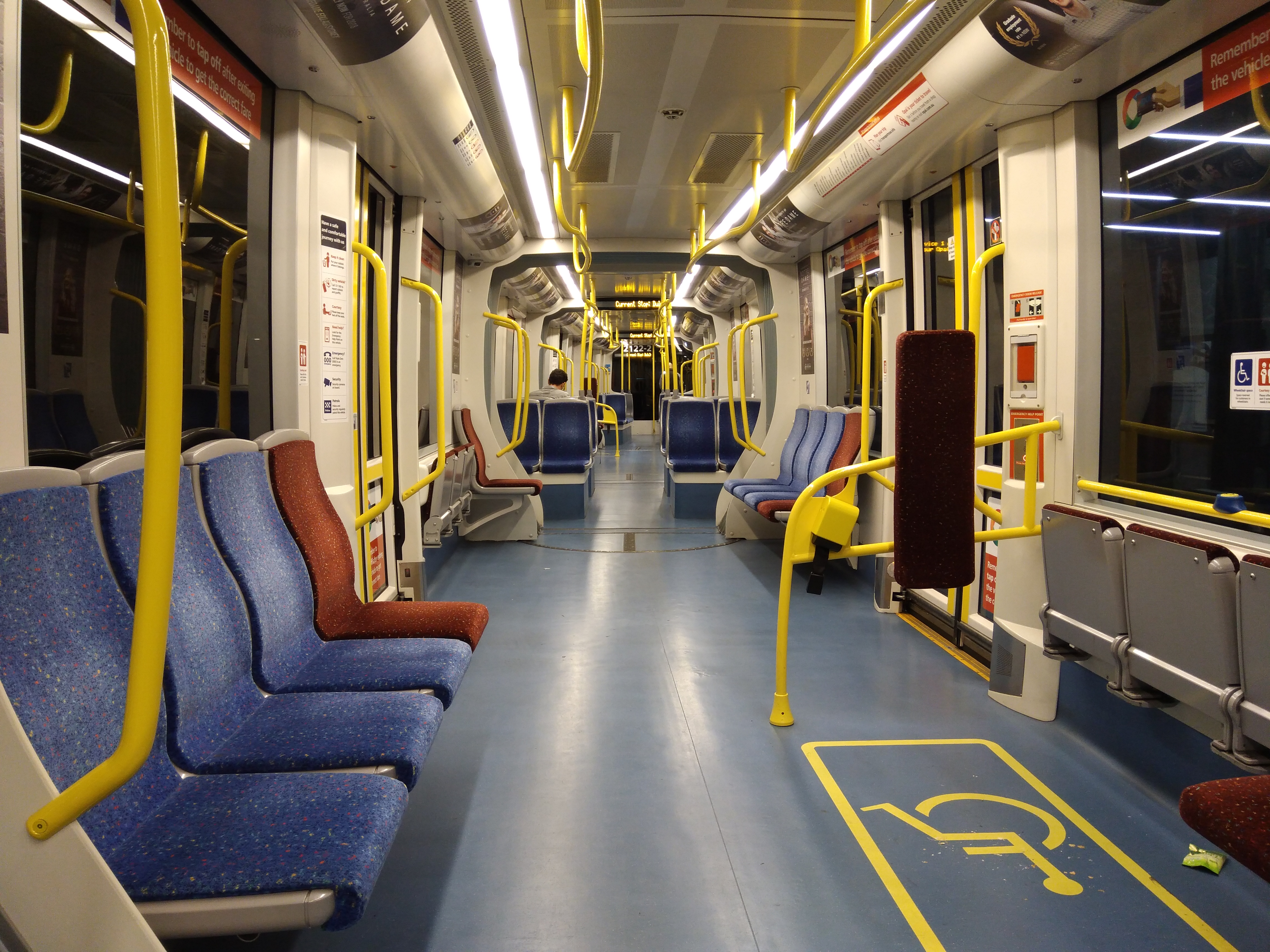
車内（豪州・シドニー）

#### 無架線走行
集電方式は架空電車線方式のほかに、オプションとして駅などに設置された架線からパンタグラフを介して動力を急速充電する電気二重層コンデンサ（スーパー・キャパシタ）ユニット「ACR（スペイン語: Acumulador de Carga Rápida」を用いた無架線タイプもある。無架線での営業運転では最高50km/h。
セビリアで実証試験が行われた後に正式に製品群に追加された。ヨーロッパでは旧市街地の美観地区で導入する事例があるほか、台湾の高雄市では全区間で駅間の無架線を実現している。

#### 一覧

##### ヨーロッパ
| 地域・事業者                                    | 運行開始      | 編成数 | 編成両数 | 座席数 | 定員 | 全長   | 全幅 | 速度 | 電気方式 | 集電方式  | 備考                                                          |
| 地域・事業者                                    | 運行開始      | 編成数 | 編成両数 | 座席数 | 定員 | m      | m    | km/h | 電気方式 | 集電方式  | 備考                                                          |
| ----------------------------------------------- | ------------- | ------ | -------- | ------ | ---- | ------ | ---- | ---- | -------- | --------- | ------------------------------------------------------------- |
| バーミンガム (ウェスト・ミッドランズ・メトロ)   | 2013-14年納入 | 20(+5) | 5連      | ?      | 208  | 32.966 | ?    | 70   | 直流750V | 架線      | Urbos 100                                                     |
| ブザンソン (en:Trams in Besançon)               | 2013-14年納入 | 19     | 3連      | ?      | 184  | 23.021 | ?    | 70   | 直流750V | 架線      | Urbos 100                                                     |
| ナント (en:Nantes tramway)                      | 2012年        | 8+4    | 5連      | ?      | 333  | 37.37  | ?    | 70   | 直流750V | 架線      | Urbos 100                                                     |
| サン＝テティエンヌ (サン＝テティエンヌ市電)     | 2016年        | 16     | 5連      | ?      | 238  | 32.966 | 2.15 | 70   | 直流750V | 架線      | Urbos 100                                                     |
| フライブルク (en:Trams in Freiburg im Breisgau) | 2013年 - 納入 | 12     | 7連      | ?      | 332  | 41.976 | ?    | 70   | 直流750V | 架線      | Urbos 100                                                     |
| ブダペスト (ブダペスト市電)                     | 2015年        | 25     | 5連      | ?      | 326  | 34.166 | ?    | 50   | 直流750V | 架線      | Urbos 100 ACR改造準備済                                       |
| ブダペスト (ブダペスト市電)                     | 2016年        | 12     | 9連      | ?      | 562  | 55.911 | ?    | 50   | 直流750V | 架線      | Urbos 100 ACR改造準備済                                       |
| デブレツェン (デブレツェン市電)                 | 2013-14年納入 | 18     | 5連      | ?      | 362  | 32.366 | ?    | 50   | 直流600V | 架線      | Urbos 100                                                     |
| アムステルダム (GVBアムステルダム・トラム)      | 2020年        | 63     | 5連      | ?      | 237  | 30.0   | ?    | 70   | 直流750V | 架線      | Urbos 100                                                     |
| ユトレヒト (ユトレヒト・トラム)                 | 2019年        | 22     | 5連      | 65     | 216  | 32.966 | 2.65 | 70   | 直流750V | 架線      | Urbos 100 ACR準備済                                           |
| ユトレヒト (ユトレヒト・トラム)                 | 2021年        | 27     | 7連      | ?      | 277  | 41.19  | 2.65 | 70   | 直流750V | 架線      | Urbos 100                                                     |
| エディンバラ (エディンバラ・トラム)             | 2014年        | 27     | 7連      | ?      | 333  | 42.856 | ?    | 70   | 直流750V | 架線      | Urbos 100 スーツケース置場設置                                |
| ベオグラード (ベオグラード市電)                 | 2011年納入    | 30     | 5連      | ?      | 213  | 32.366 | ?    | 70   | 直流750V | 架線      | Urbos 100 軌間1,000mm(メーターゲージ)対応                     |
| セビリア (メトロ・セントロ)                     | 2007年        | 4      | 5連      | ?      | 279  | 32.366 | ?    | 50   | 直流750V | 架線・ACR |                                                               |
| グラナダ (en:Granada Metro)                     | - 2010年      | 13(+4) | 5連      | ?      | 304  | 32.366 | ?    | 70   | 直流750V | 架線      | Urbos 100。ACR無架線対応                                      |
| マラガ (en:Málaga Metro)                        | - 2006年納入  | 14     | 5連      | ?      | 290  | 31.314 | ?    | 70   | 直流750V | 架線      | Urbos 100                                                     |
| サラゴサ (en:Zaragoza tram)                     | - 2009年      | 21     | 5連      | ?      | 296  | 32.314 | ?    | 70   | 直流750V | 架線      | Urbos 100 ACR無架線対応                                       |
| ルクセンブルク (ルクセンブルク・トラム)         | 2017年        | 21     | 7連      | ?      | 422  | 45.411 | ?    | 70   | 直流750V | 架線・ACR | Urbos 100                                                     |
| カリャリ (カリャリ・ライトレール)               | 2018年        | 3      | 5連      | ?      | 237  | 32.966 | ?    | 70   | 直流750V | 架線      | Urbos 100。軌間950mm                                          |
| ルンド (ルンド市電)                             | 2020年        | 7      | 5連      | ?      | 218  | 32.966 | ?    | 70   | 直流750V | 架線      | Urbos 100                                                     |
| リエージュ (リエージュ市電)                     | （2022年頃）  | 20     | 7連      | ?      | 426  | 45,411 | 2.65 | 70   | 直流750V | 架線・ACR | Urbos 100 廃止されたトラムのPPP方式での復活に伴い調達された。 |
| ベルギー沿岸軌道                                | （2019年）    | 62     | 5連      | ?      | ？   | 31.400 | ?    | 70   | 直流600V | 架線      | Urbos100。軌間1,000mm対応                                     |
| アントウェルペン （アントウェルペン市電）       | （2022年）    | 23     | 5連      | ?      | 187  | 31.400 | ?    | 70   | 直流600V | 架線      | Urbos100。軌間1,000mm対応                                     |
| ヘント （ヘント市電）                           | （2022年）    | 18     | 5連      | ?      | 187  | 31.400 | ?    | 70   | 直流600V | 架線      | Urbos100。軌間1,000mm対応                                     |
| コゼンツァ                                      | （2020年）    | ?      | 5連      | ?      | 223  | 32.996 | ?    | ?    | 直流750V |           | Urbos100。軌間950mm対応                                       |
| オスロ （オスロ市電）                           | （2025年）    | 87     | 5連      | ?      | 220  | 34.166 | ?    | 70   | 直流750V | 架線      | Urbos100。2018年に調達され、2020年にロールアウトしたSL-18。   |
| リスボン （リスボン市電）                       | （2023年）    | 15     | 5連      | ?      | ?    | 28.500 | ?    | 70   | 直流600V | 架線      | 軌間900mm対応                                                 |
| エッセン （エッセン・シュタットバーン）         | （2024年-）   | 17     | 2連      | ?      | ?    | 28.0   | ?    | 80   | 直流750V | 架線      | 軌間1,435mm                                                   |
| モンペリエ （トラム (モンペリエ)）              | （2025年-）   | 60     | 7連      | ?      | ?    | ?      | ?    | ?    | 直流750V | 架線      | 軌間1,435mm                                                   |
| マルセイユ （トラム (マルセイユ)）              | （2025年-）   | 15     | 7連      | ?      | ?    | ?      | ?    | ?    | ?        | 架線      | 軌間1,435mm                                                   |
| ローマ （ローマ市電）                           | （2025年-）   | 121    | 5連      | ?      | 215  | 33.5   | ?    | ?    | 直流600V | 架線      | 軌間1,445mm、両運転台                                         |

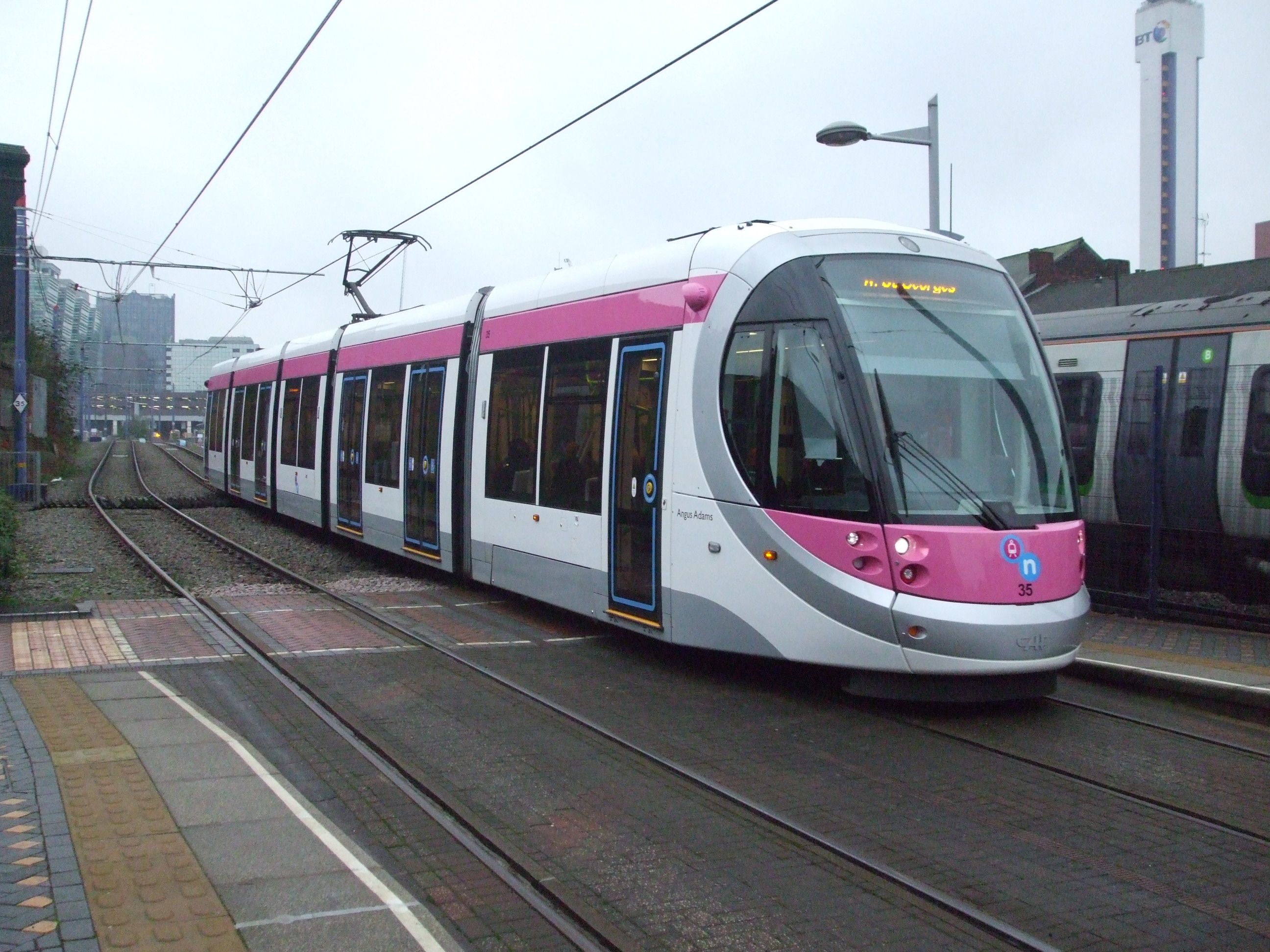
ミッドランド・トラム
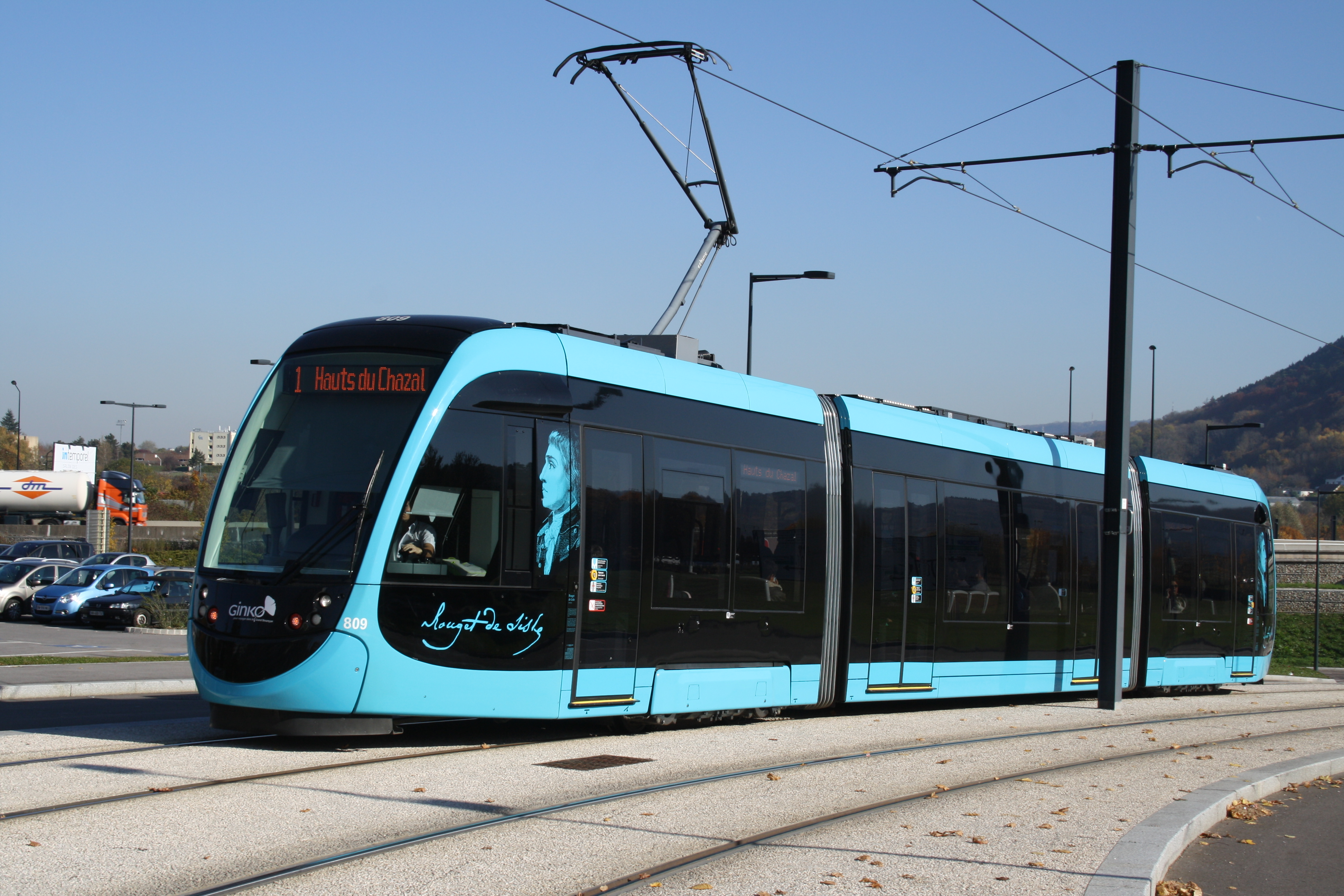
ブザンソン
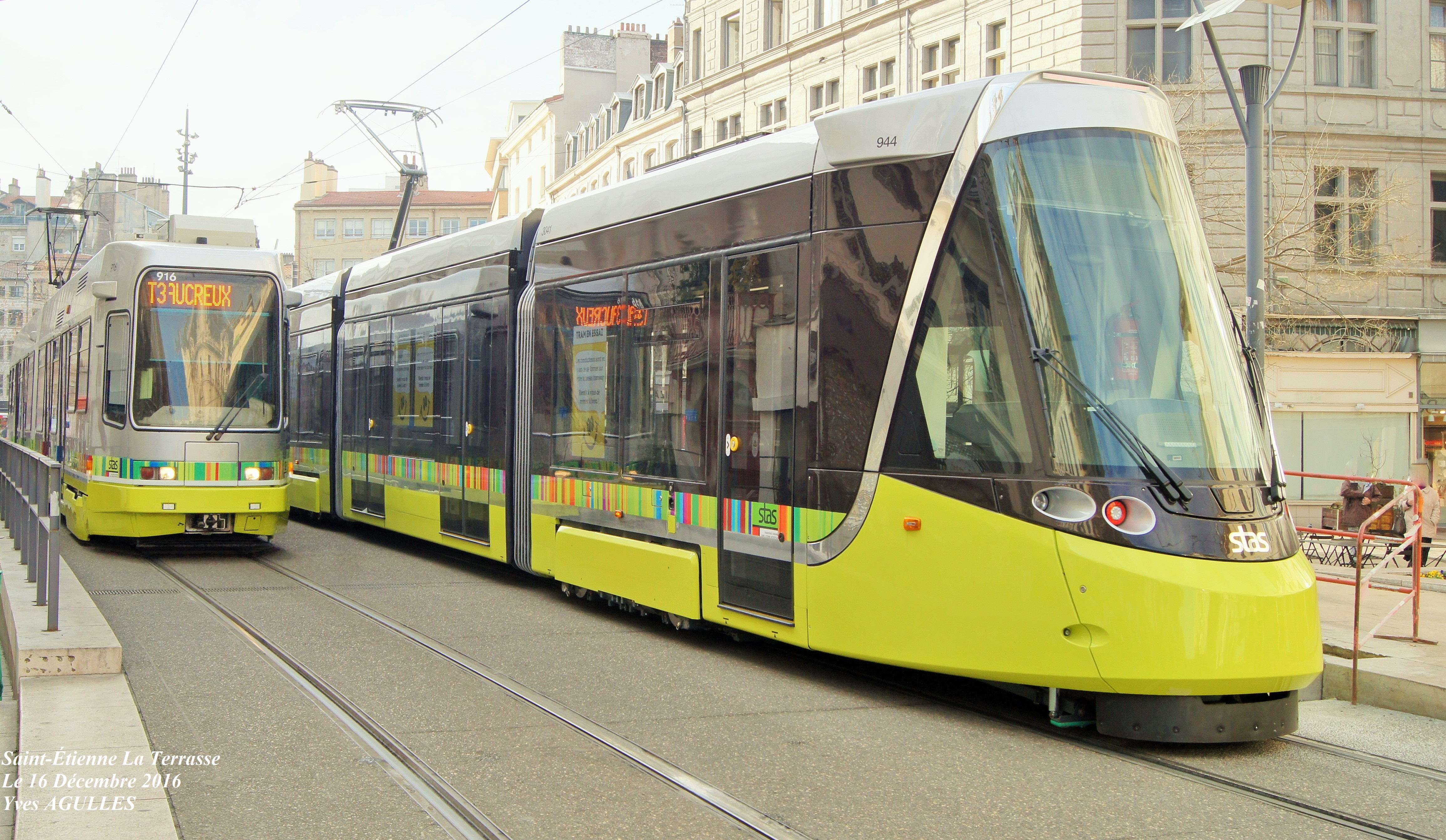
サン＝テティエンヌ
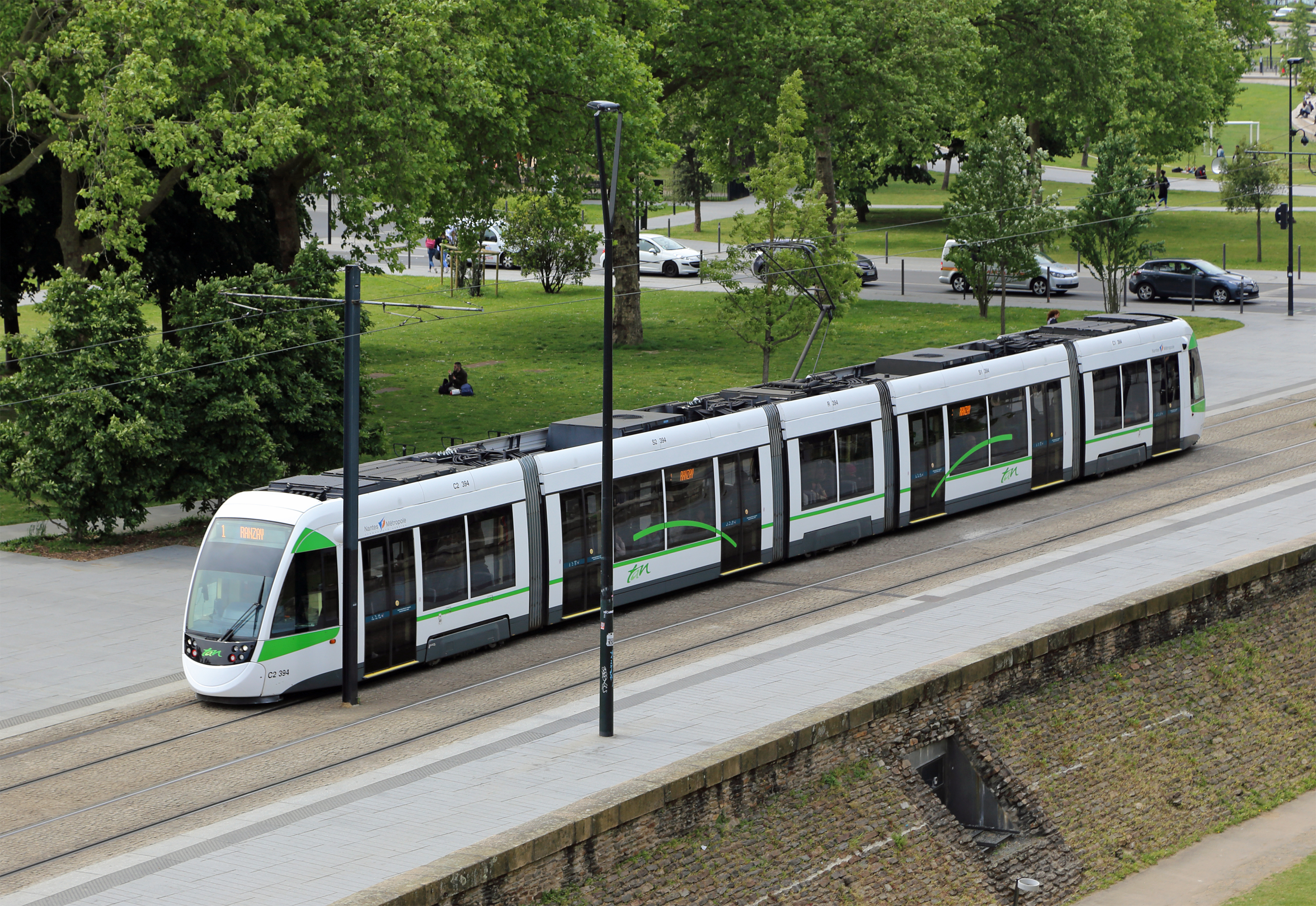
ナント
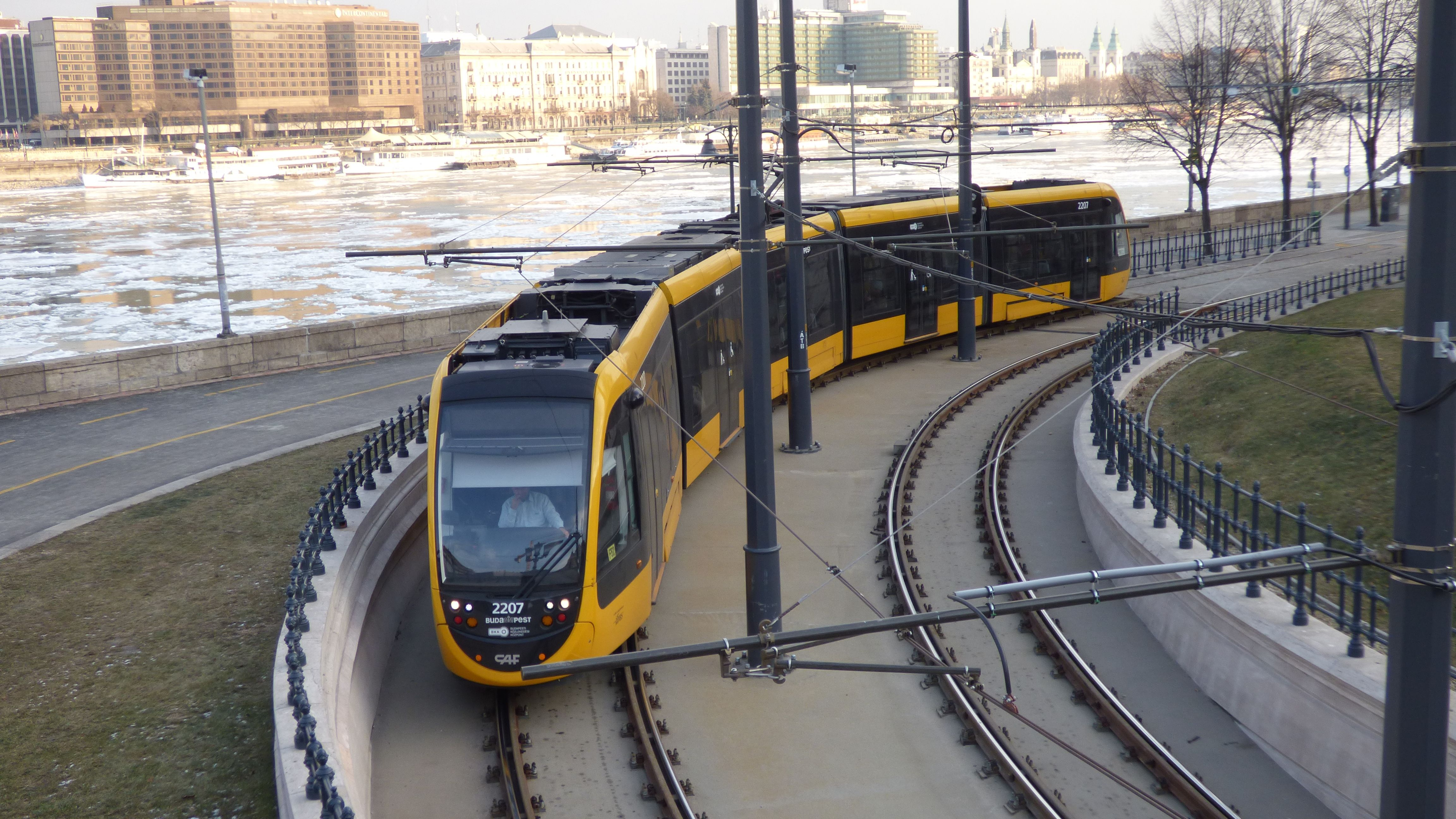
ブダペスト（5連版）
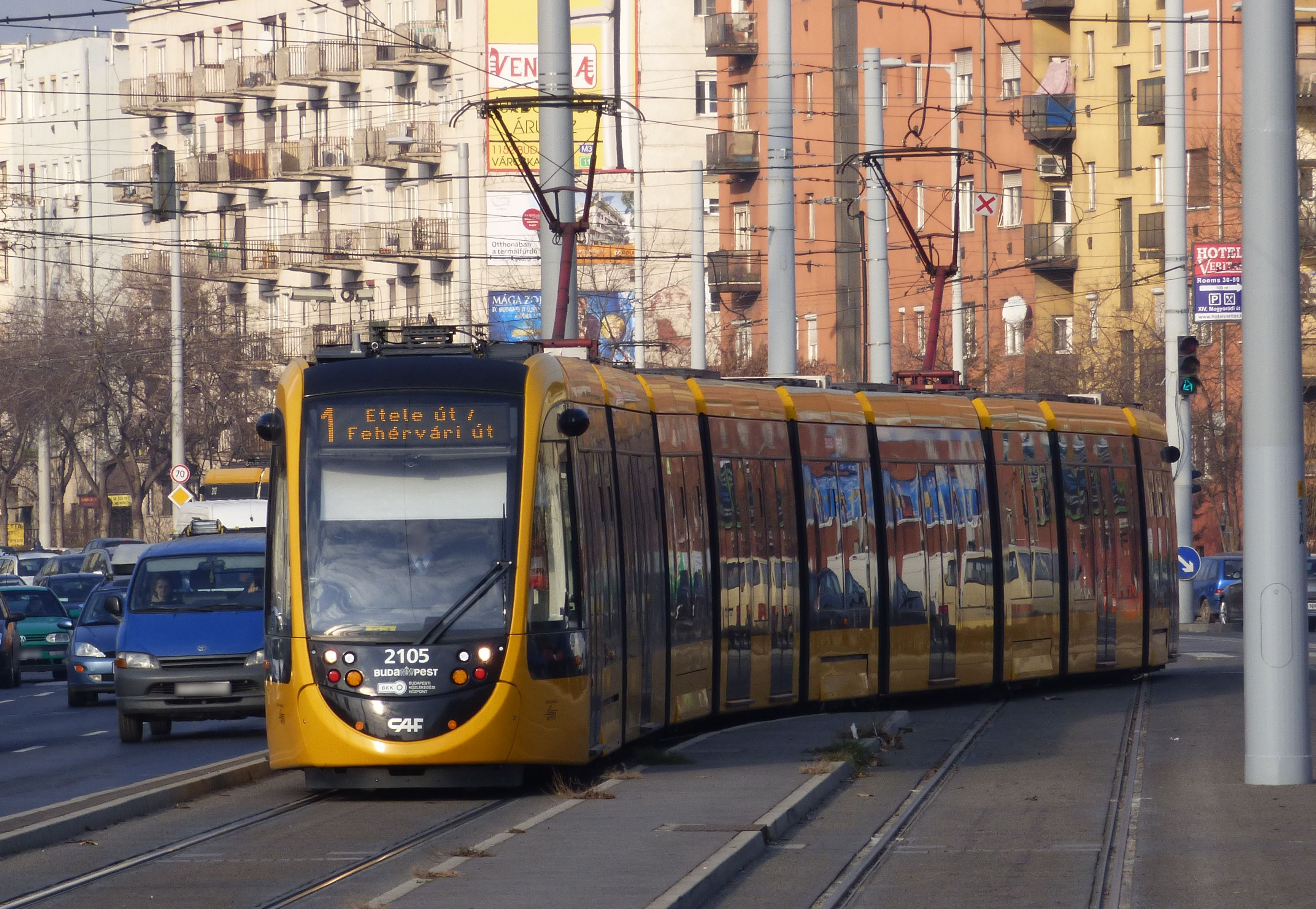
ブダペスト（9連版）
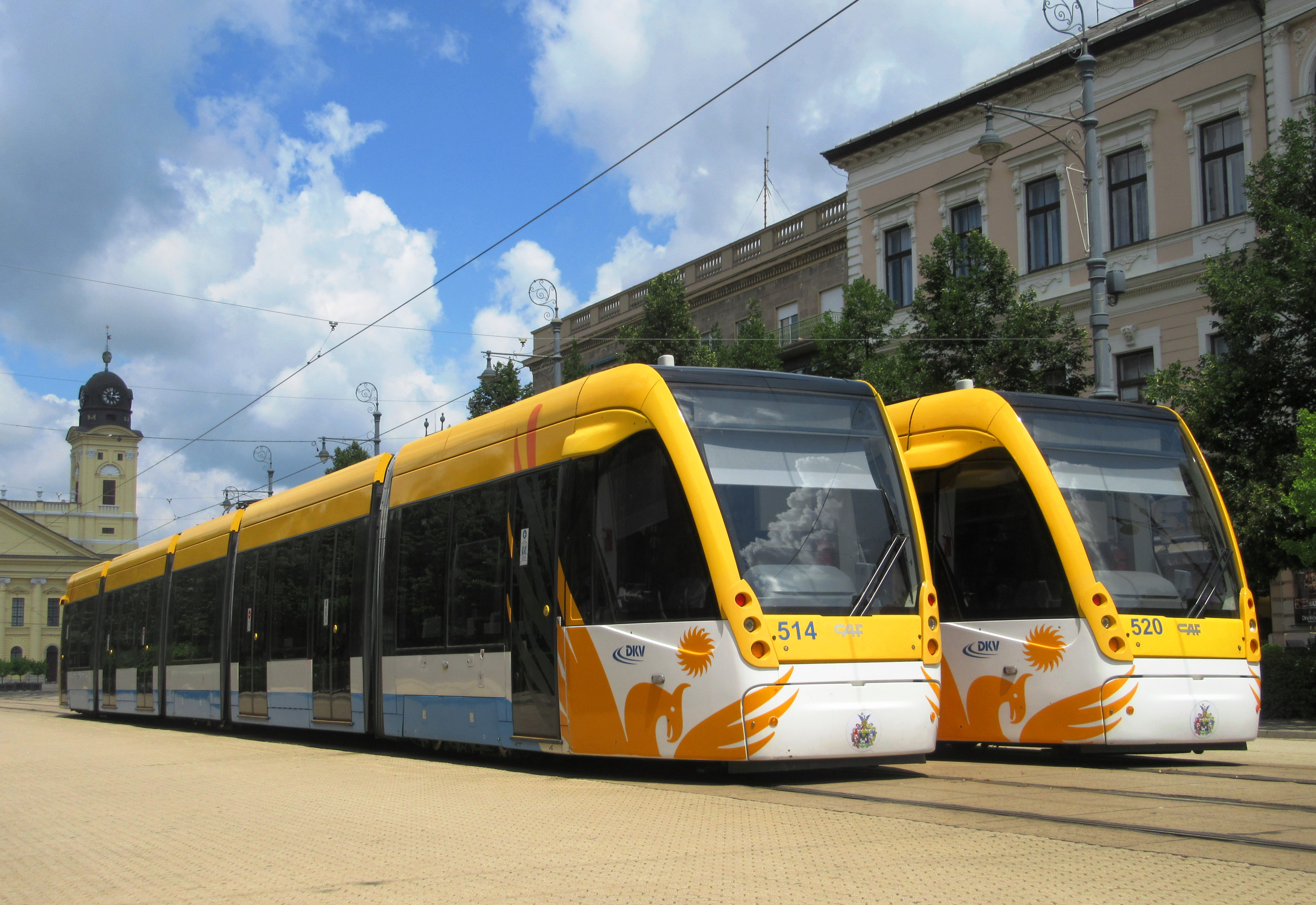
デブレツェン
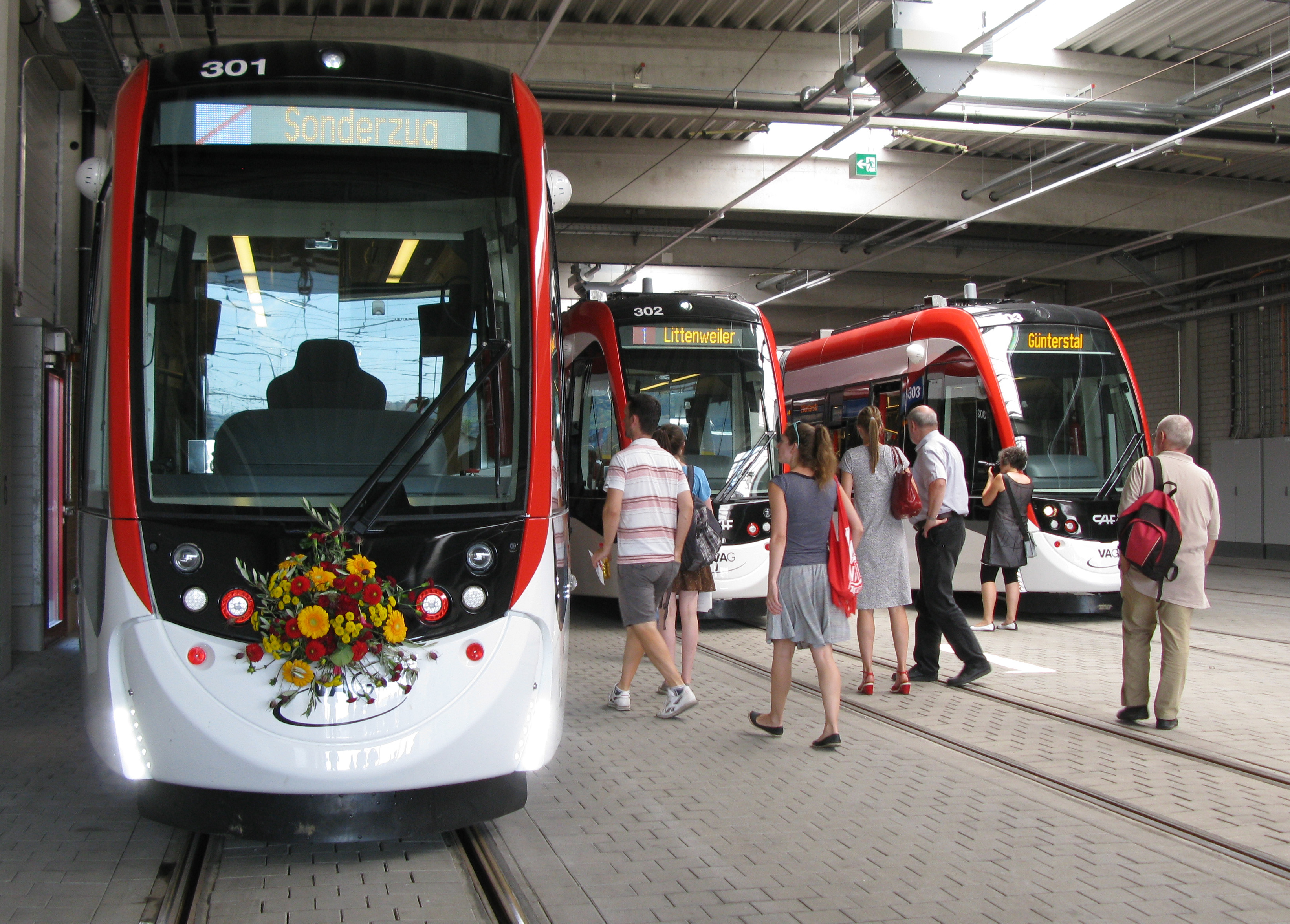
フライブルク
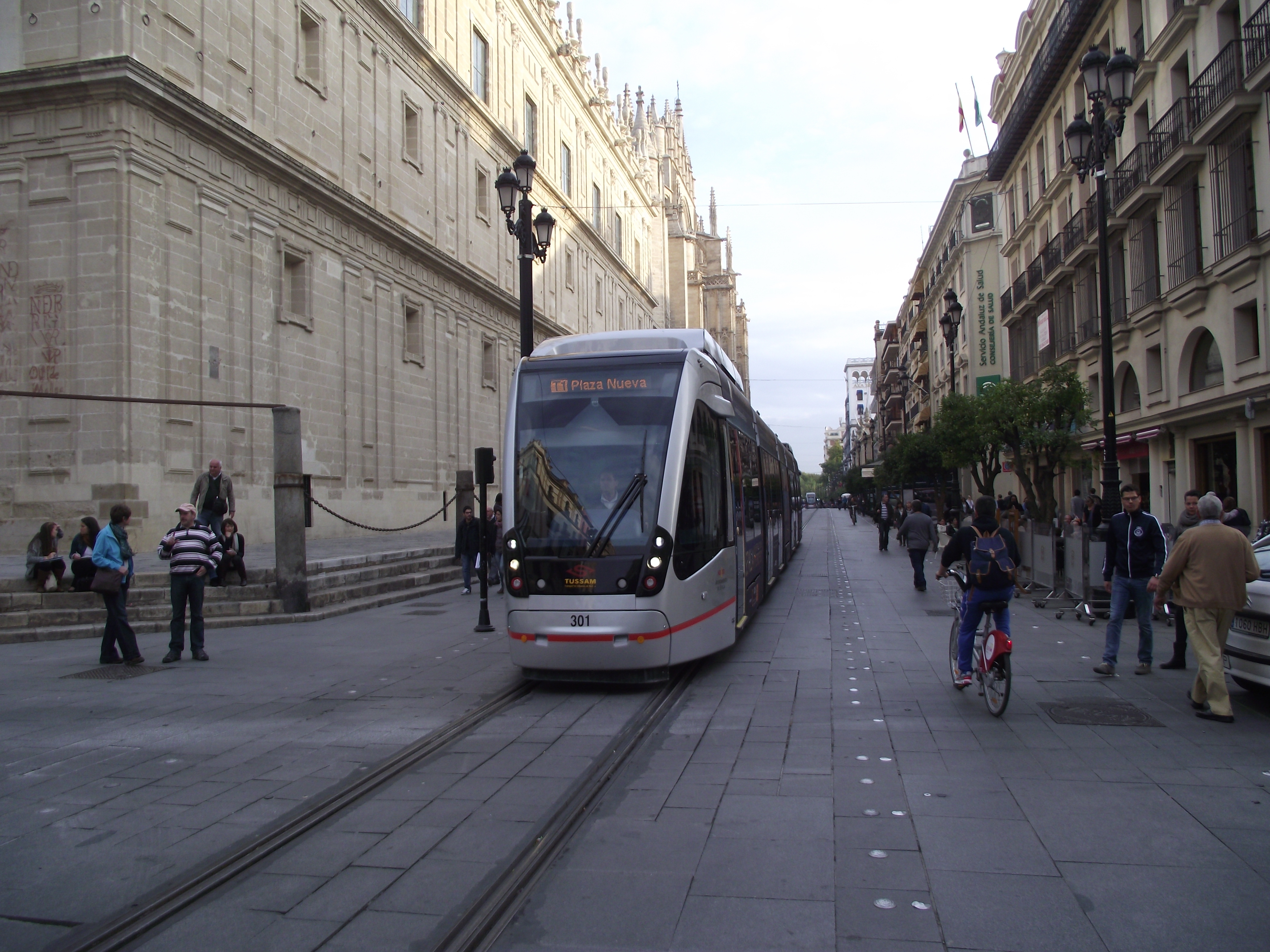
無架線区間を走行するメトロ・セントロ（セビリア）の列車
サラゴサ・トラム（無架線区間）
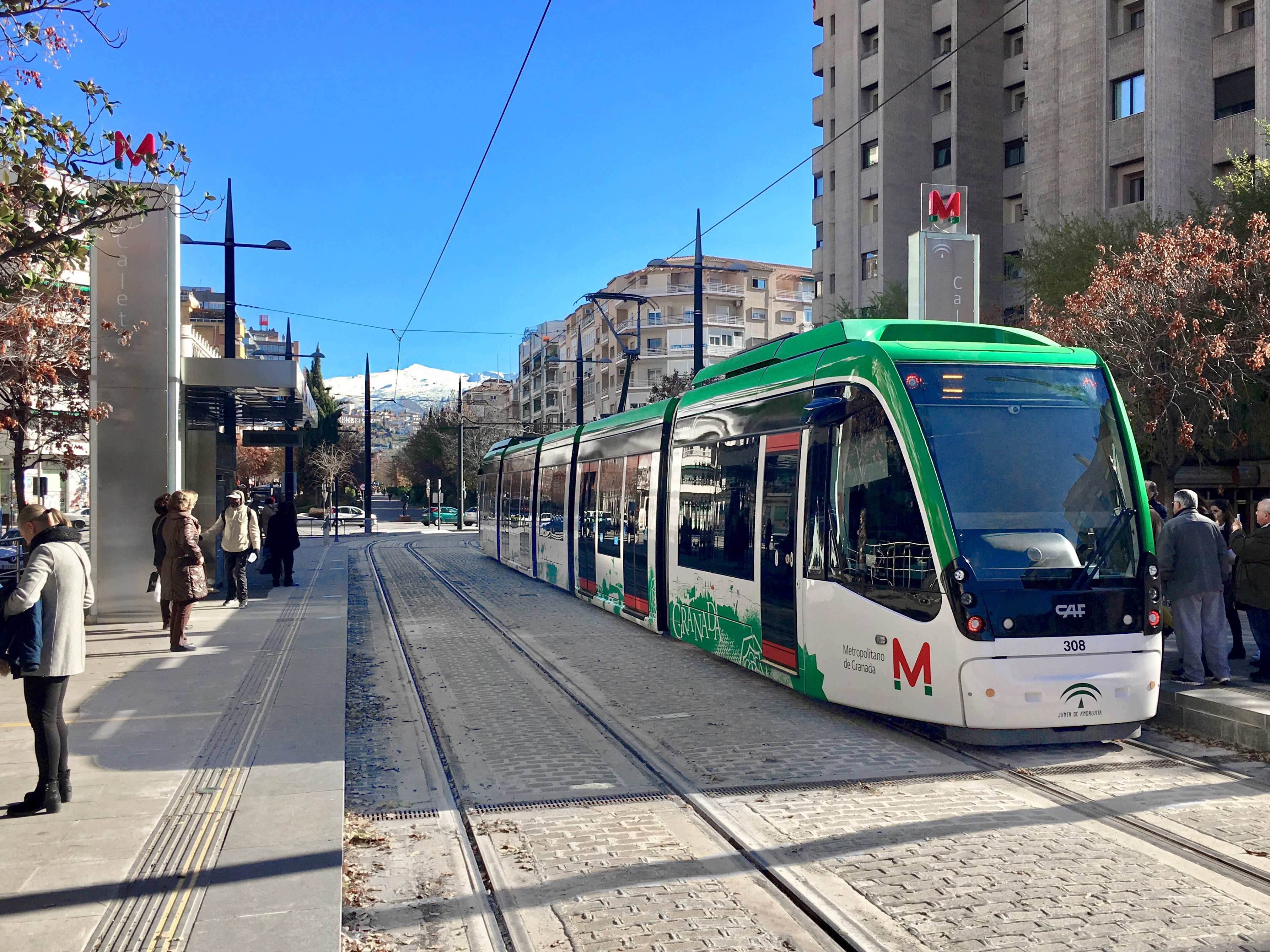
グラナダ
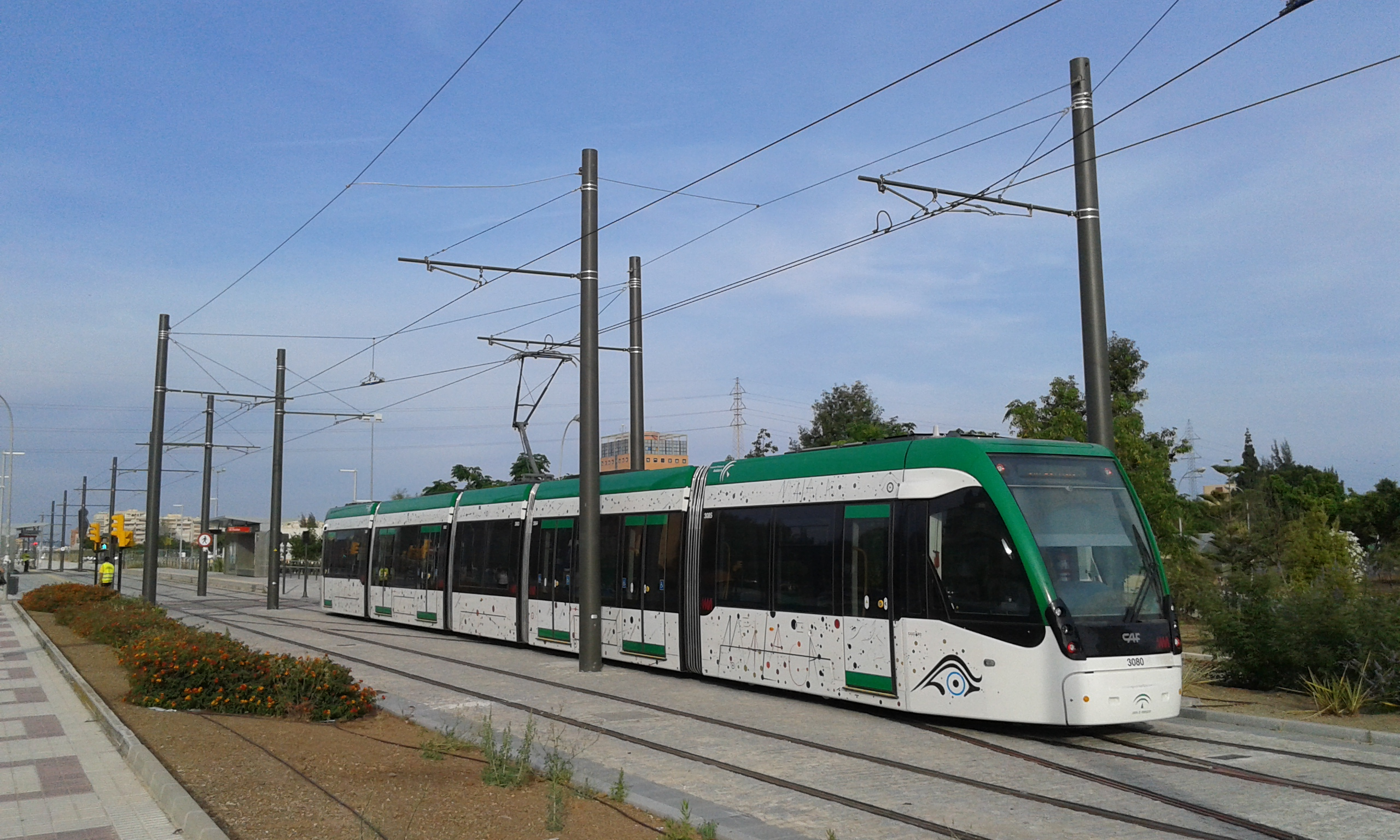
マラガ
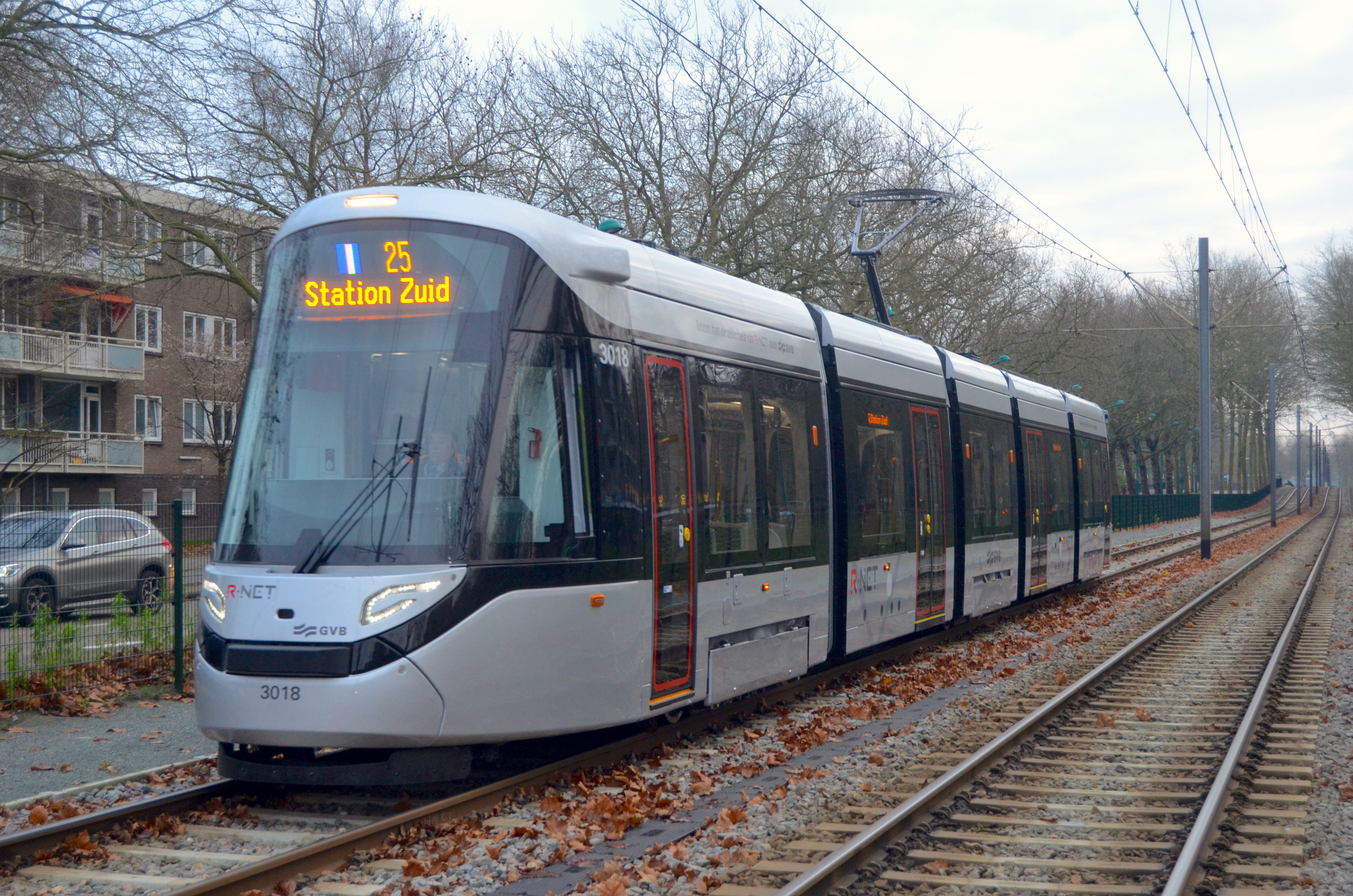
アムステルダム25系統
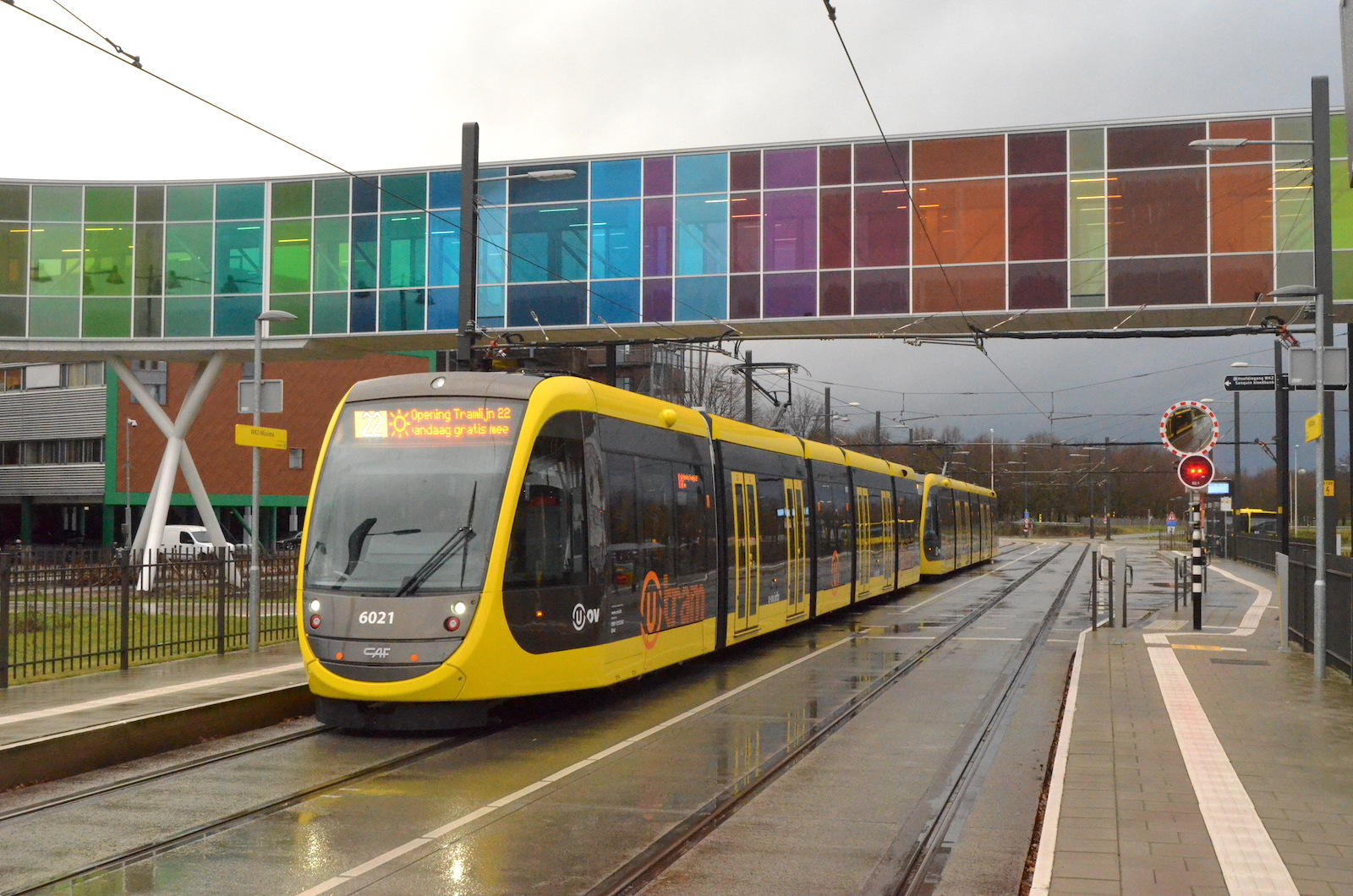
ユトレヒト（5連2編成連結）
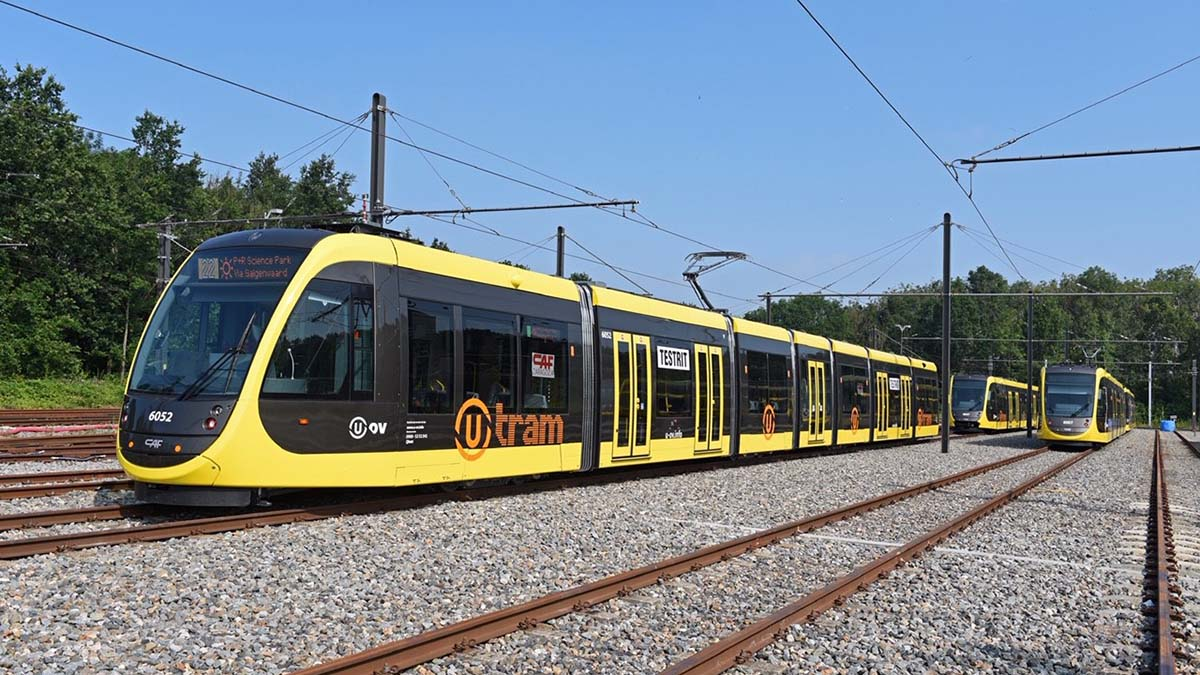
ユトレヒト（7連版）
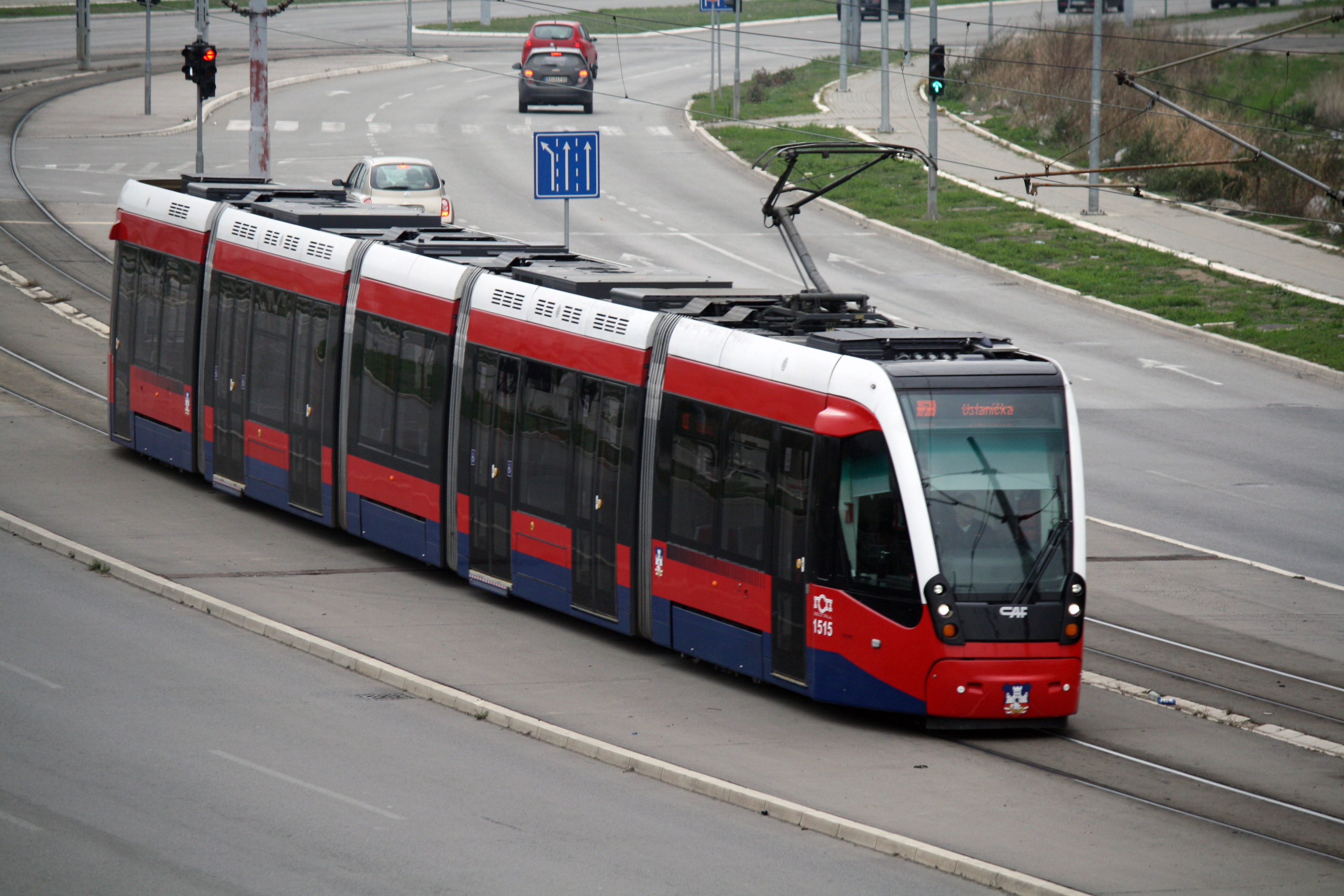
ベオグラード
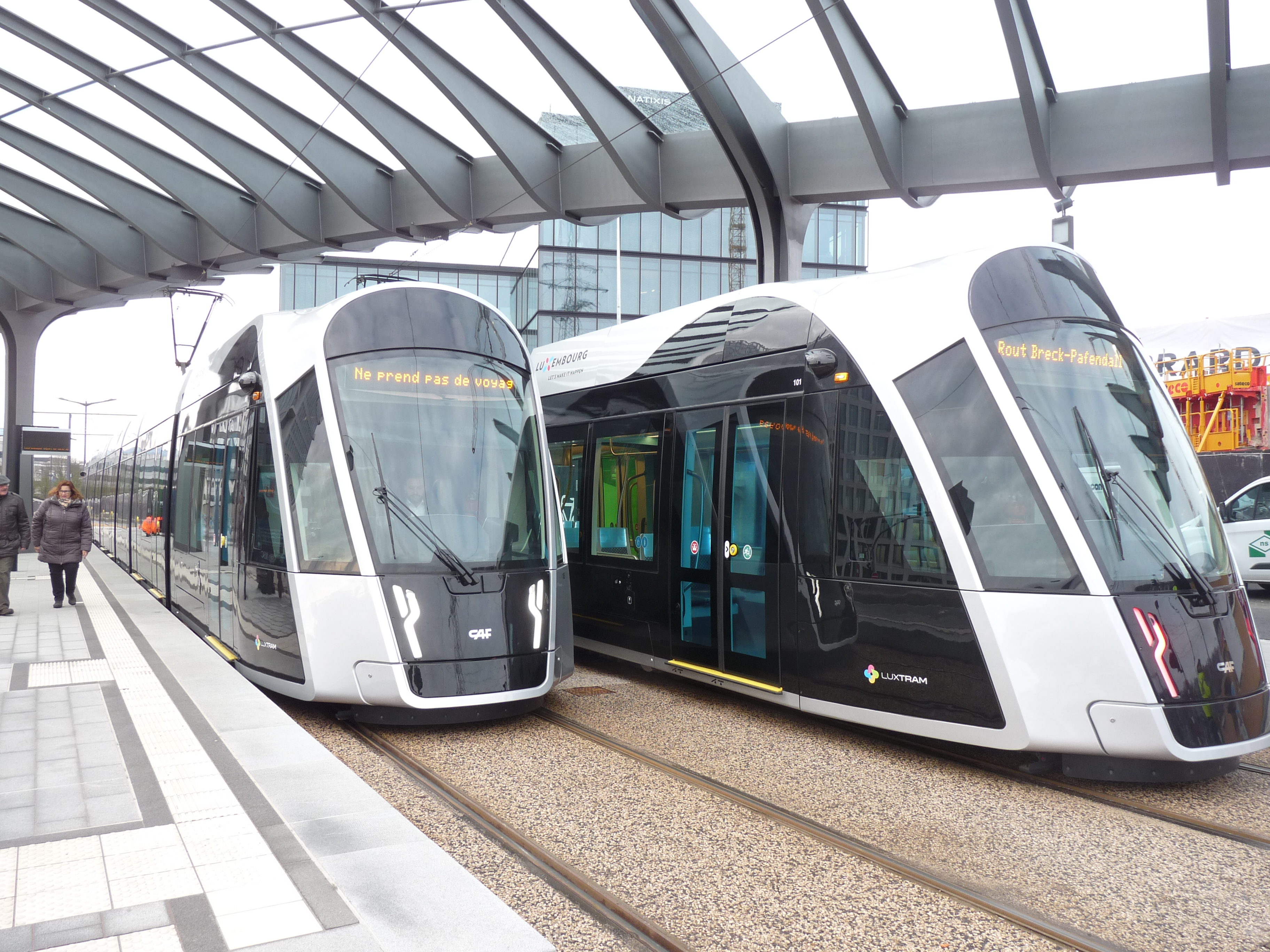
ルクセンブルク
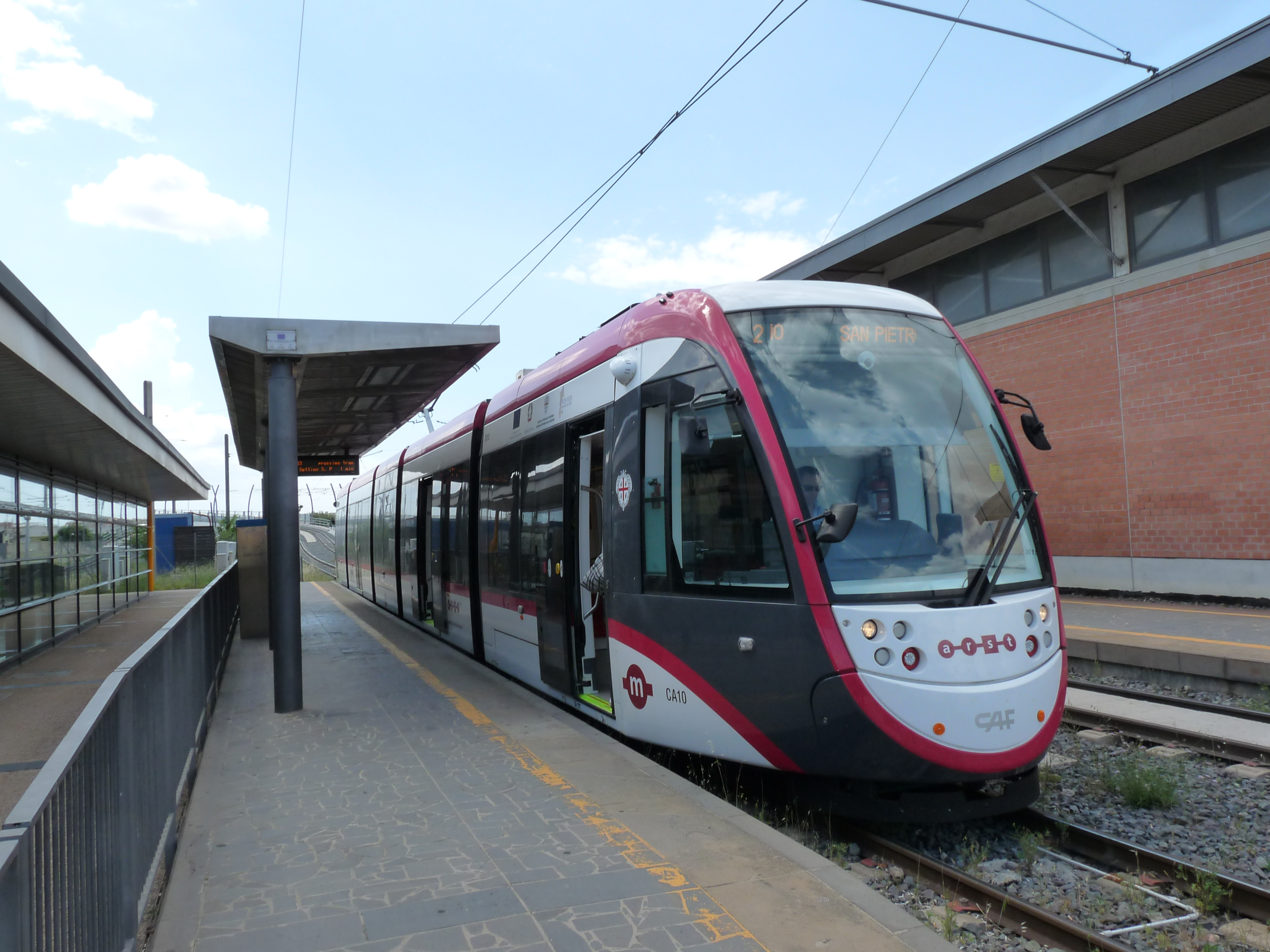
カリャリ
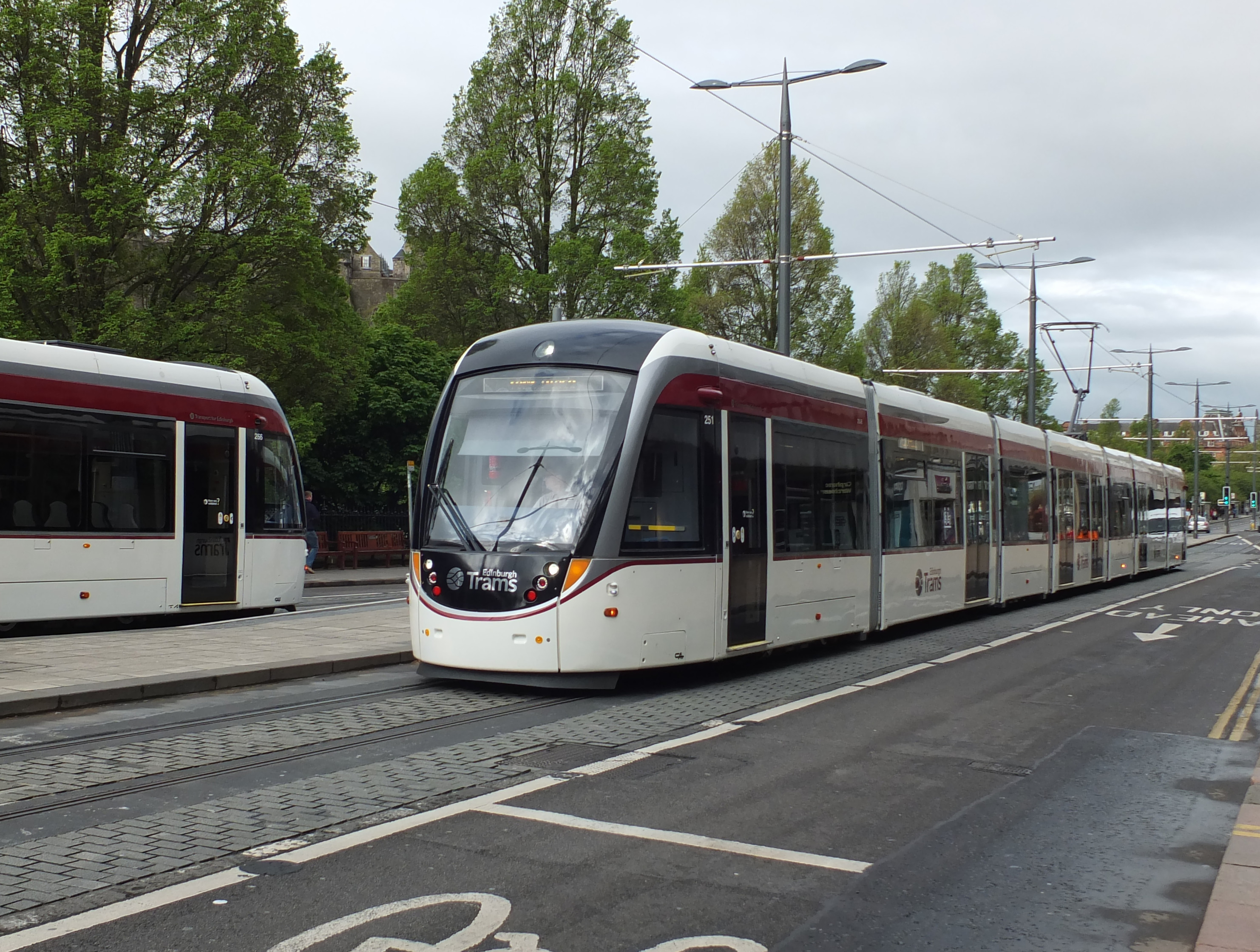
エディンバラ
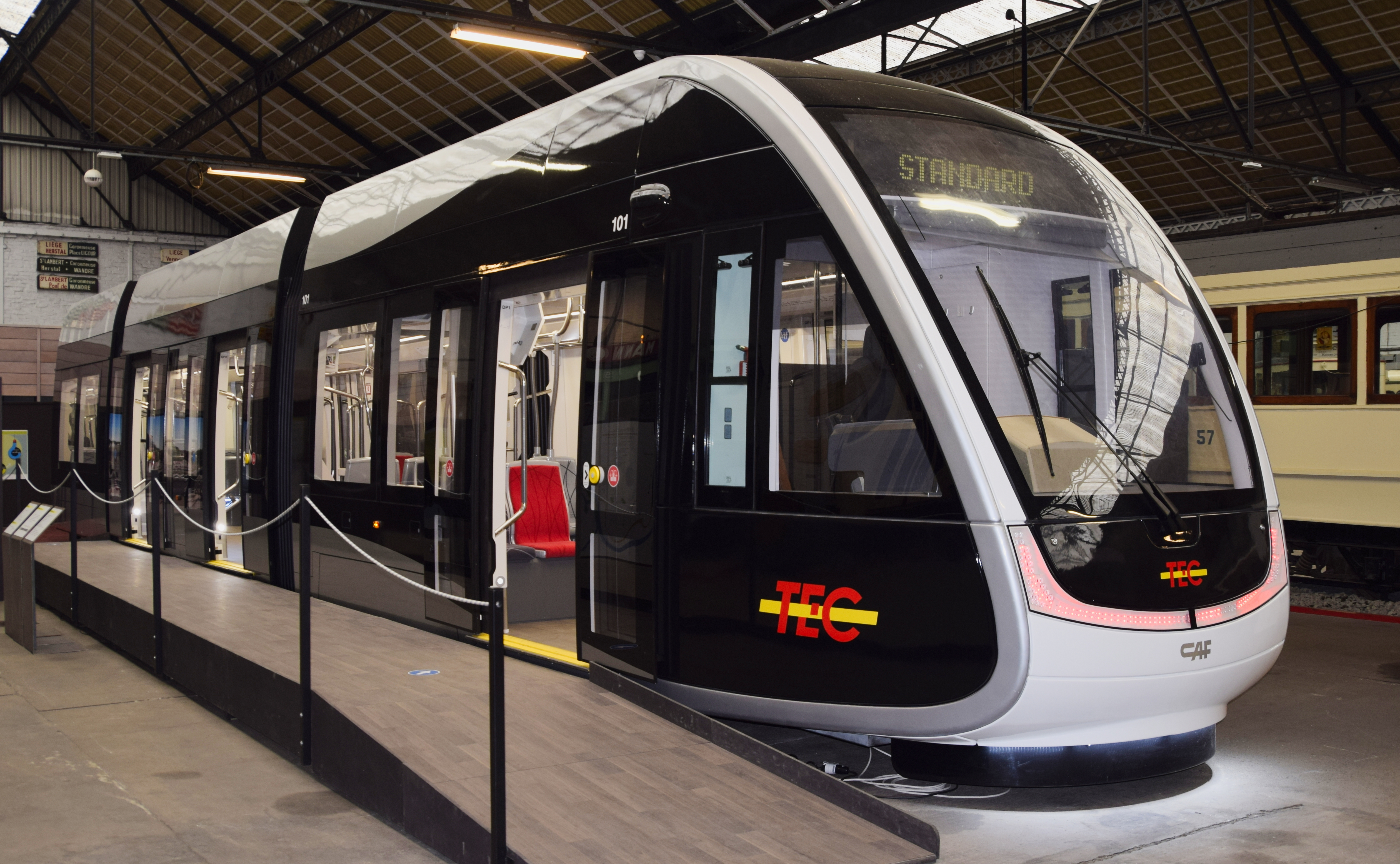
リエージュ（モックアップ）
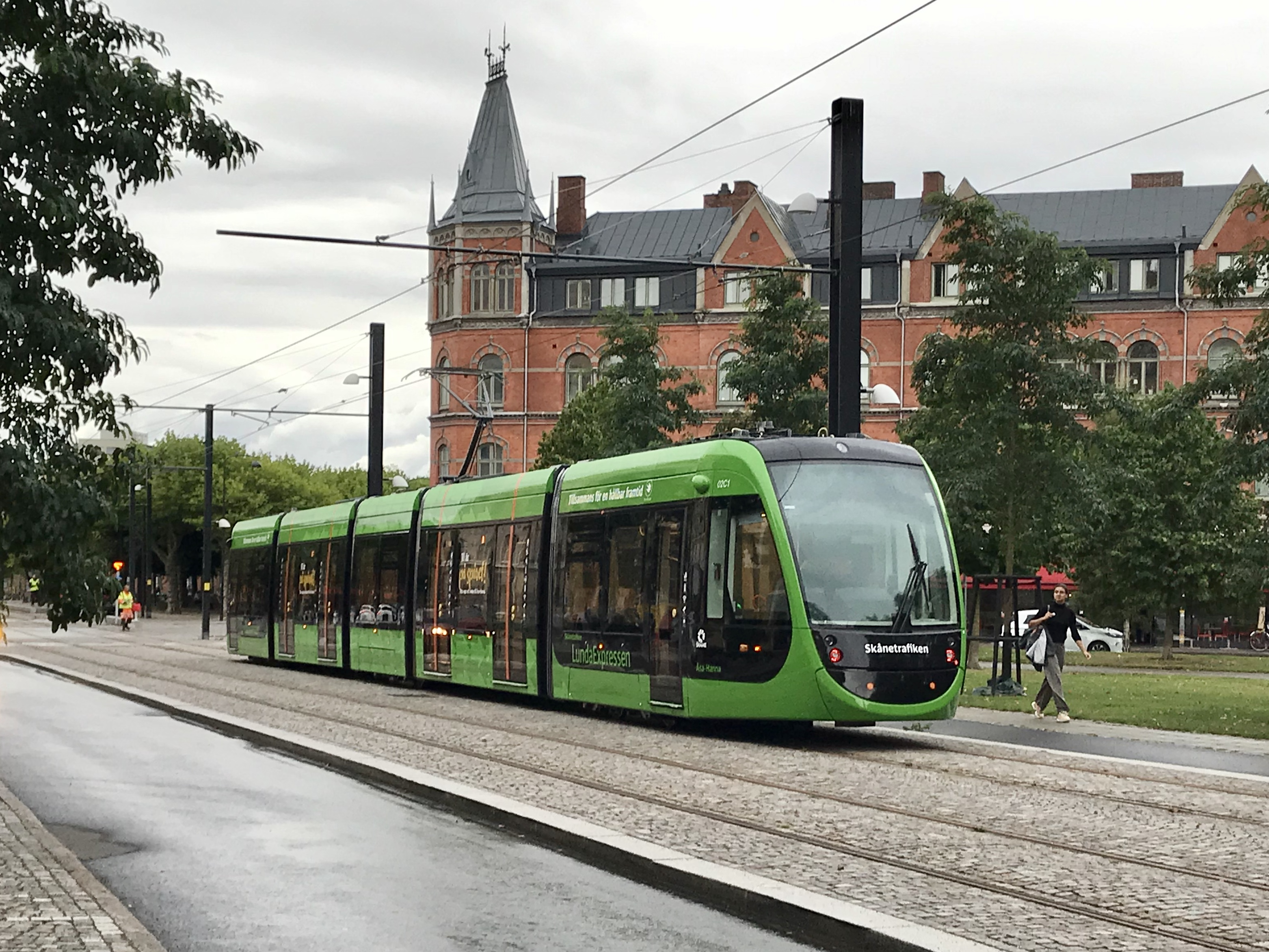
ルンド
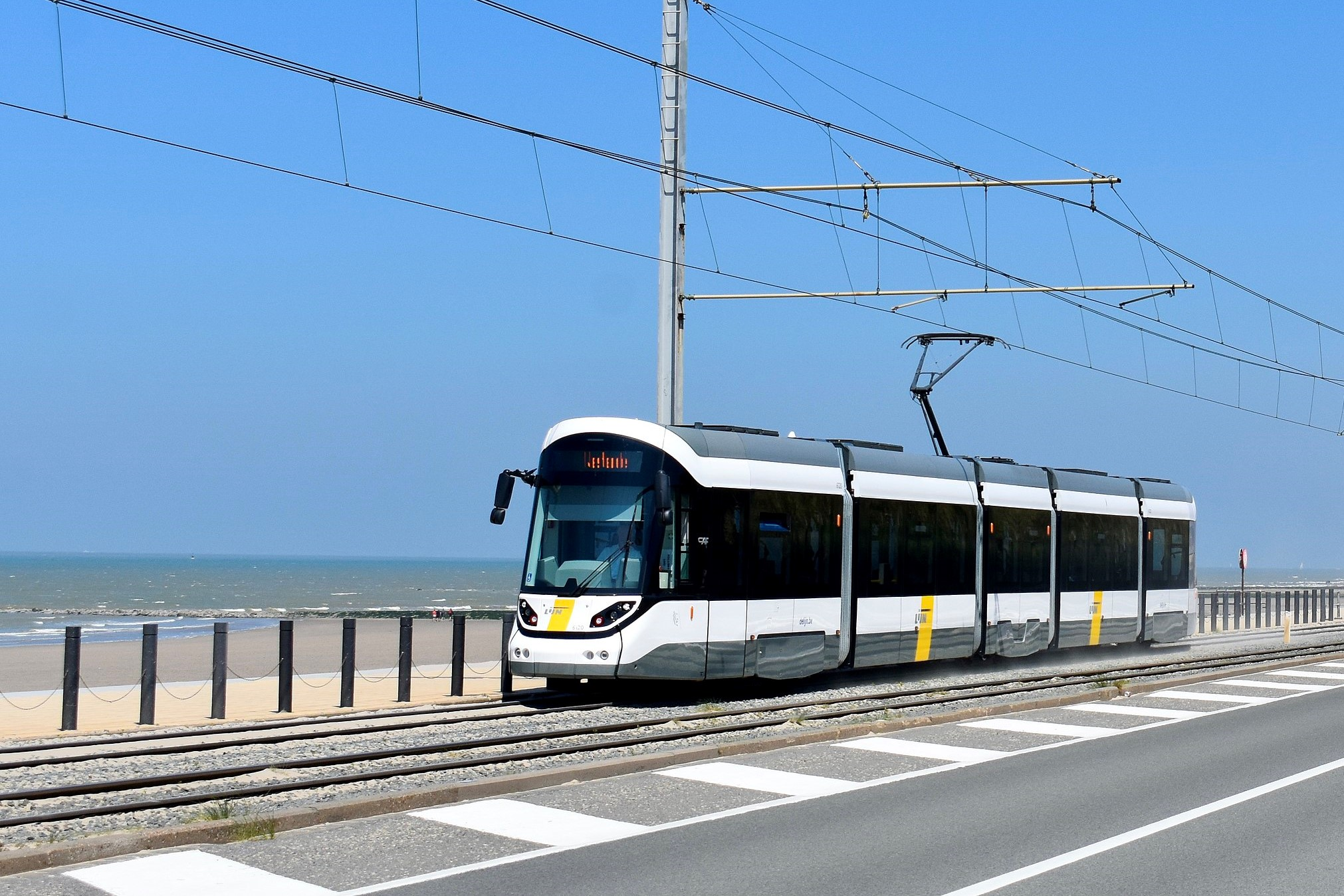
ドゥ・レイン（ベルギー沿岸鉄道）
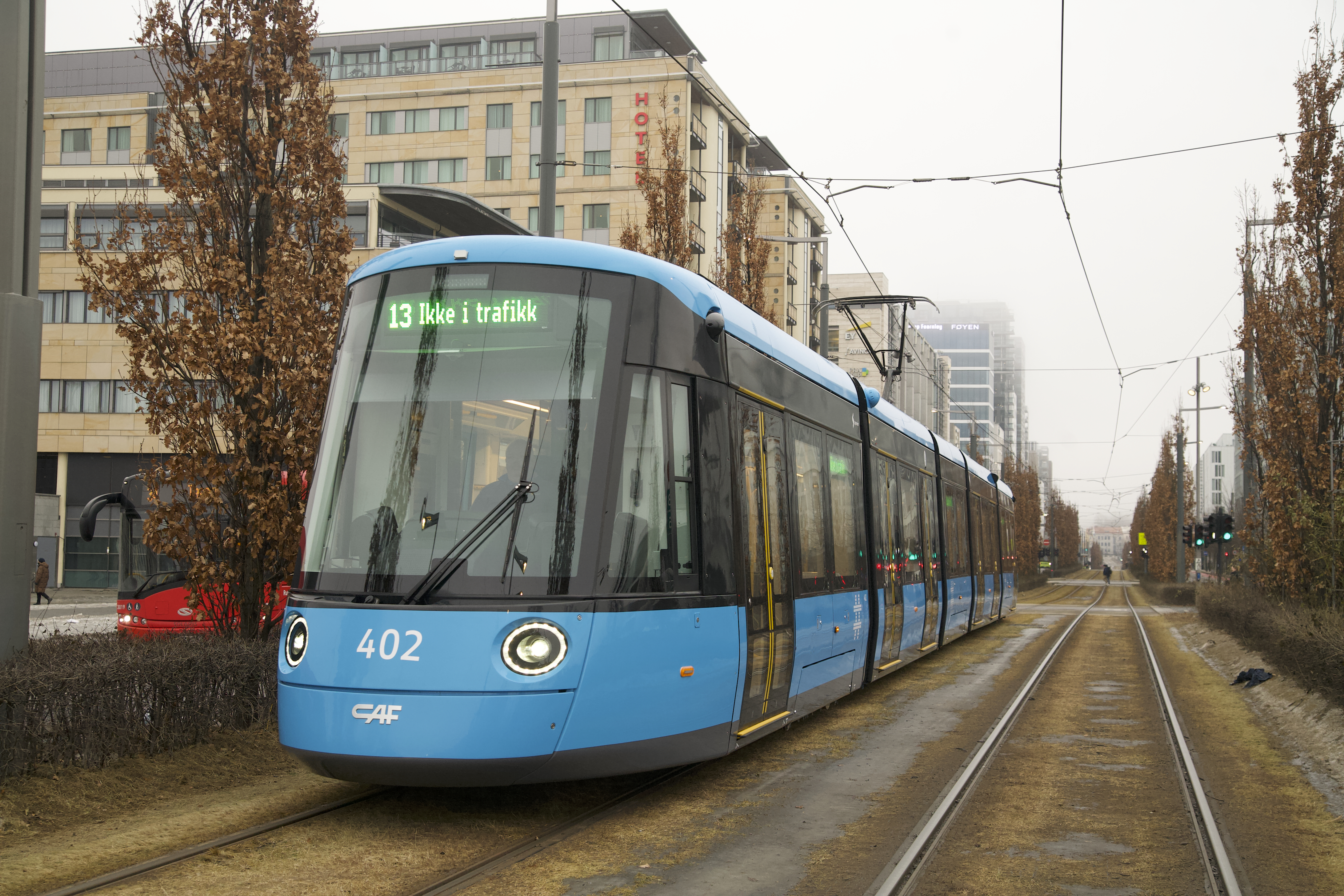
オスロ

##### ヨーロッパ以外
| 地域・事業者                                          | 運行開始       | 編成数 | 編成両数 | 座席数 | 定員 | 全長   | 全幅 | 速度 | 電気方式   | 集電方式 | 備考                                                                                  |
| 地域・事業者                                          | 運行開始       | 編成数 | 編成両数 | 座席数 | 定員 | m      | m    | km/h | 電気方式   | 集電方式 | 備考                                                                                  |
| ----------------------------------------------------- | -------------- | ------ | -------- | ------ | ---- | ------ | ---- | ---- | ---------- | -------- | ------------------------------------------------------------------------------------- |
| クイアバ (en:Cuiabá Light Rail)                       | 2014           | 40     | 7連      | ?      | 400  | 44.211 | ?    | 70   | 直流750V   | 架線     | Urbos 100                                                                             |
| シンシナティ (en:Cincinnati Streetcar)                | 2016           | 5      | 3連      | ?      | 207  | 23.621 | ?    | 70   | 直流750V   | 架線     | Urbos 100。4ドア                                                                      |
| カンザスシティ (en:KC Streetcar)                      | 2015           | 6      | 3連      | ?      | 207  | 23.621 | ?    | 70   | 直流750V   | 架線     | Urbos 100                                                                             |
| シアトル (en:Seattle Streetcar)                       | （2017年受注） | 10     | 3連      | ?      | 165  | 22.946 | ?    | 70   | 直流750V   | 架線     | Urbos 100                                                                             |
| オマハ (en:Omaha Streetcar)                           | （2027）       | 6      | 3連      | ?      | ?    | ?      | ?    | ?    | ?          | 架線     | Urbos 100                                                                             |
| シドニー (メトロ・ライト・レール)                     | 2014           | 12     | 5連      | ?      | 271  | 32.923 | ?    | 80   | 直流750V   | 架線     | 初回は6編成納入                                                                       |
| ニューカッスル (ニューカッスル・ライトレール)         | 2019           | 6      | 5連      | ?      | ?    | 32.966 | ?    | ?    | 直流750V   | ACR      | Urbos 100                                                                             |
| キャンベラ (キャンベラ・ライトレール)                 | 2019           | 14     | 5連      | ?      | 276  | 32.966 | ?    | 70   | 直流750V   | 架線     | Urbos 100                                                                             |
| 高雄市 (高雄捷運環状軽軌)                             | 2015           | 9      | 5連      | 64     | 250  | 34.166 | 2.65 | 70   | 直流750V   | ACR      | 駅構内の剛体架線による急速充電で駅間はバッテリーのみが動力。高雄捷運Urbos電車を参照。 |
| ポートルイス県 (メトロ・エクスプレス)                 | 2019           | 18     | 7連      | ?      | 422  | 45.411 | ?    | 80   | 直流750V   | 架線     |                                                                                       |
| エルサレム （エルサレム・ライトレール）               | （2025年）     | ?      | 5連      | ?      | 220  | 33.150 | ?    | 70   | 直流750V   | 架線     |                                                                                       |
| パラマタ （パラマタ・ライトレール）                   | （2023年）     | 13     | 7連      | ?      | 425  | 45.111 | ?    | 70   |            |          | Urbos100                                                                              |
| カルガリー （Cトレイングリーンライン）                | （2026-）      | 28     | 7連      | 73     | 288  | 42.6   | ?    | 80   | 直流600V   | 架線     |                                                                                       |
| テルアビブ （テルアビブ・ライトレールパープルライン） | （2027）       | 98     | 5連      | ?      | 472  | 34.644 | ?    | 80   | 直流1,500V | 架線     | 2編成併結可。オプション32編成と25年間のメンテナンス契約がセット                       |

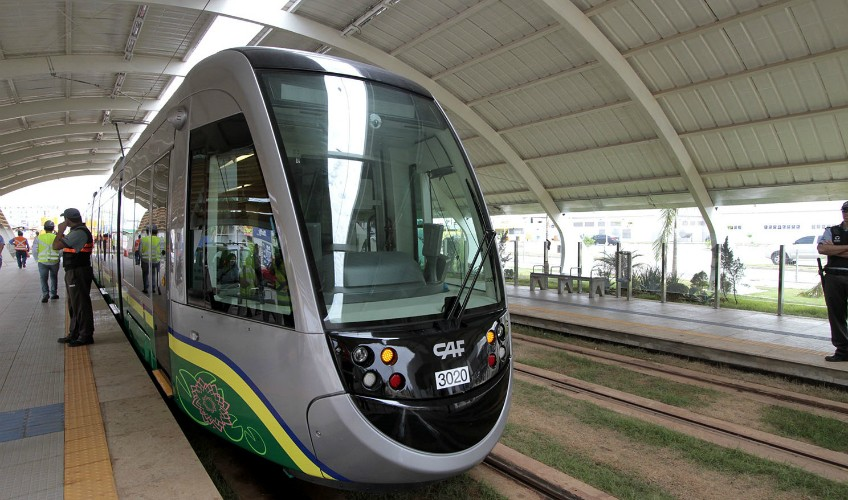
クイアバ
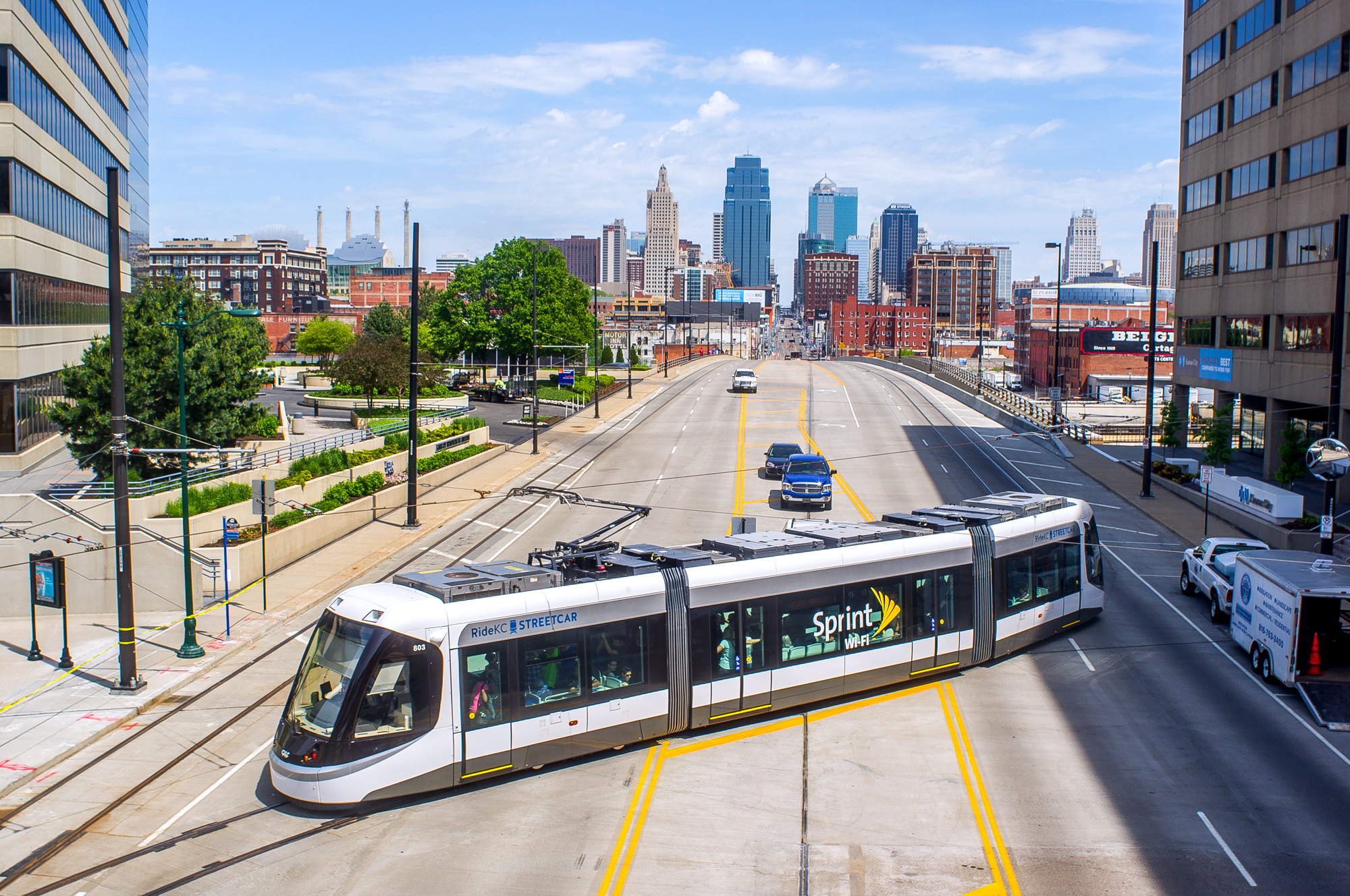
カンサスシティ
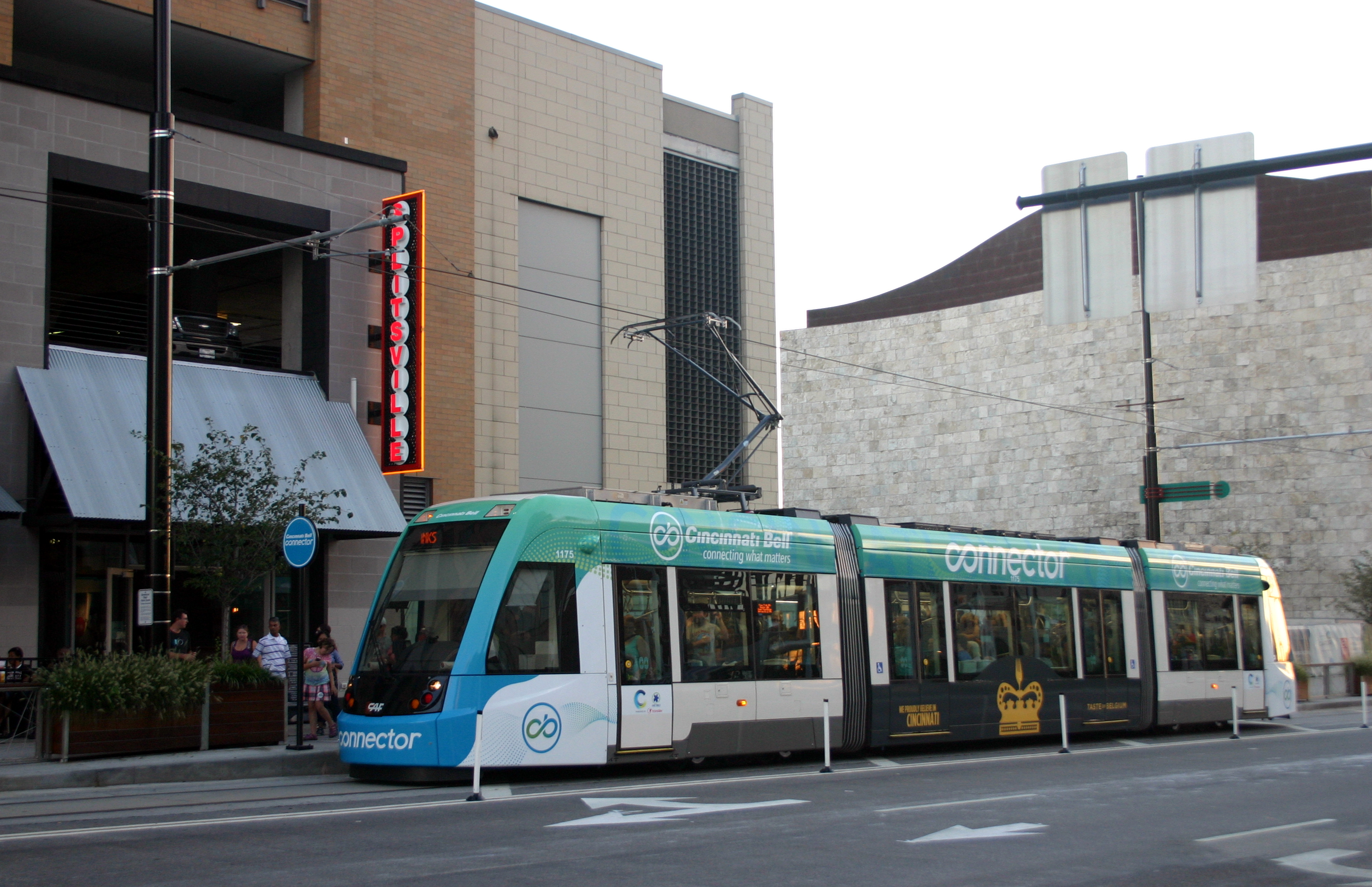
シンシナティ
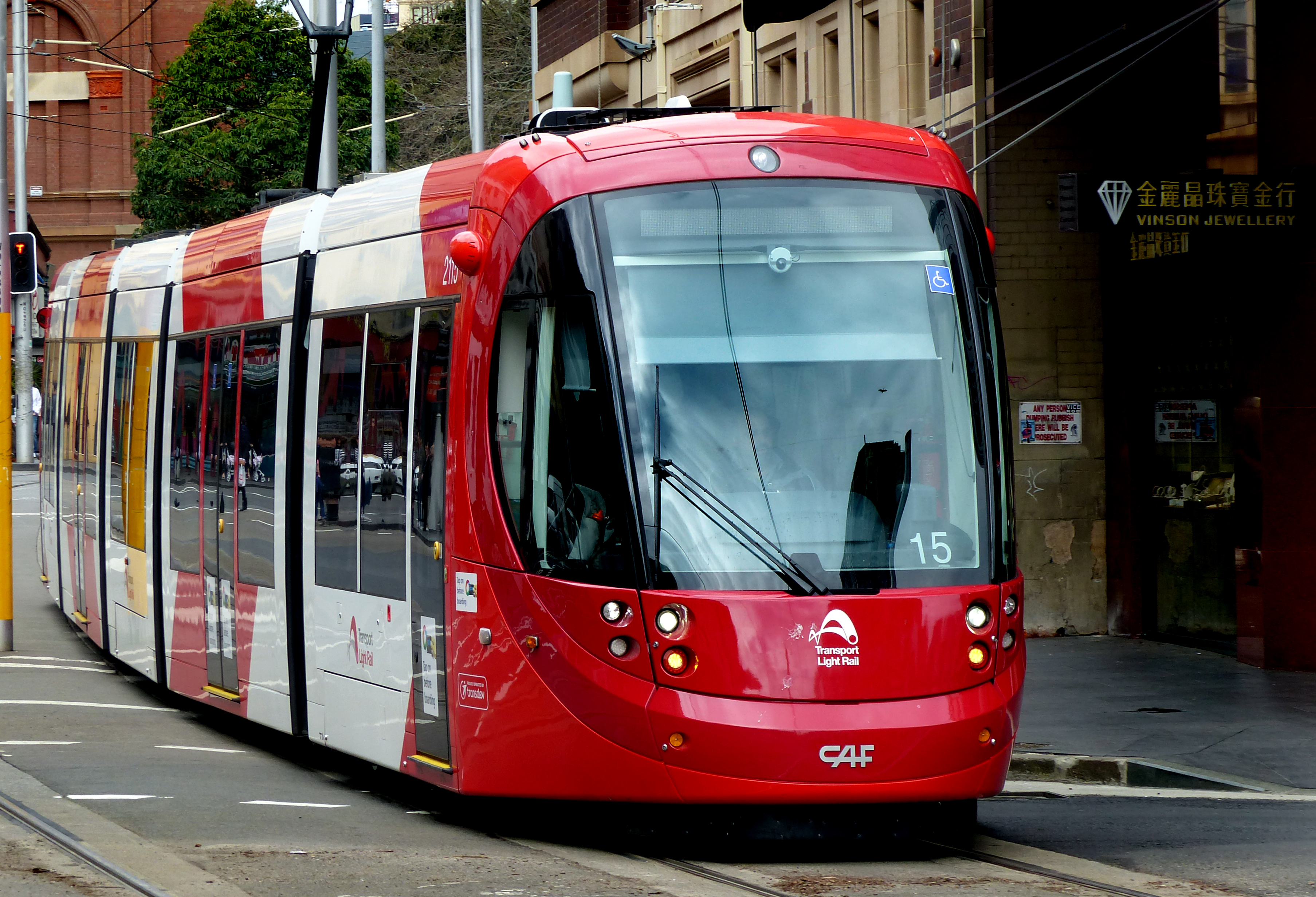
シドニー
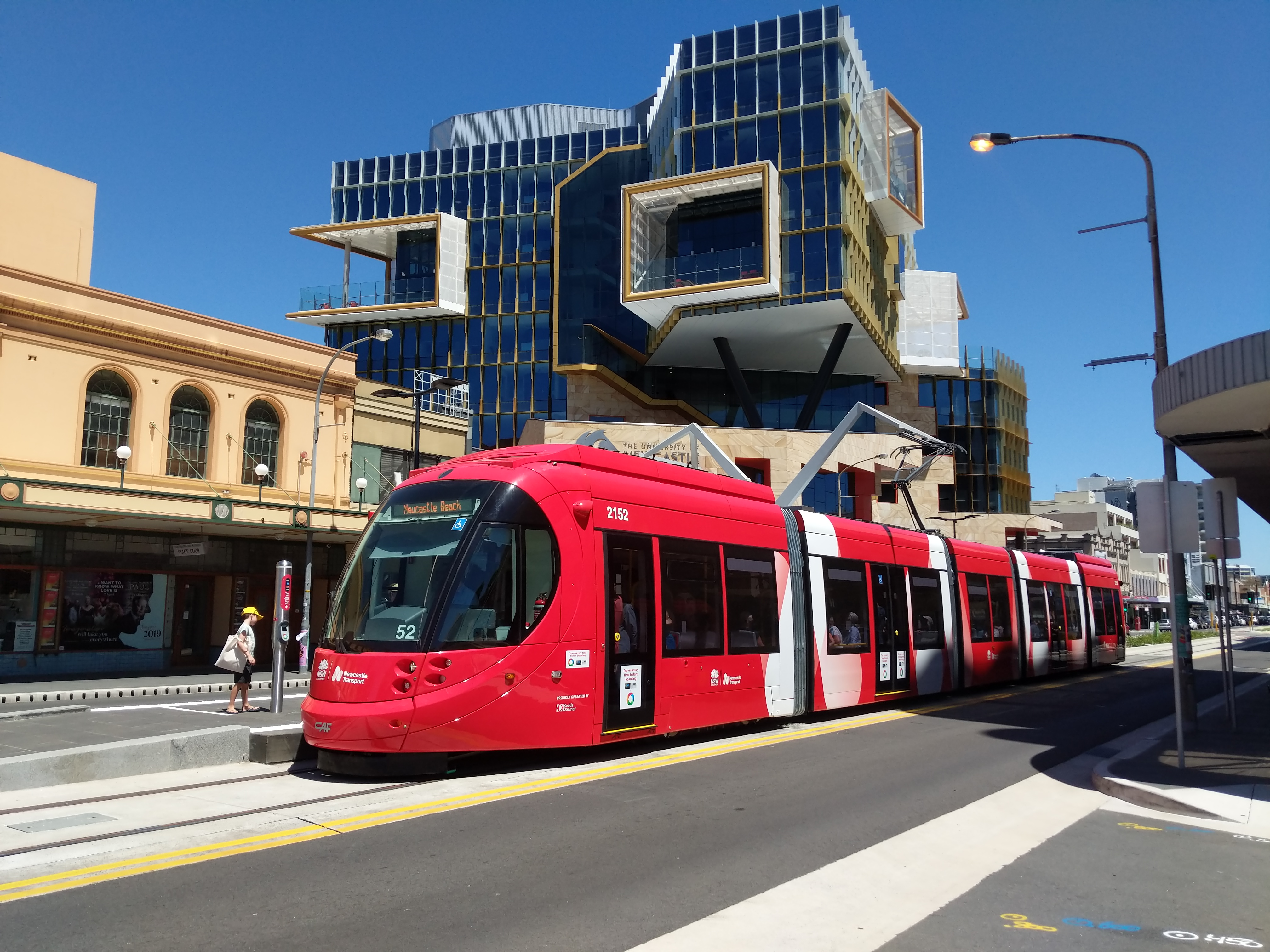
ニューカッスル（無架線）
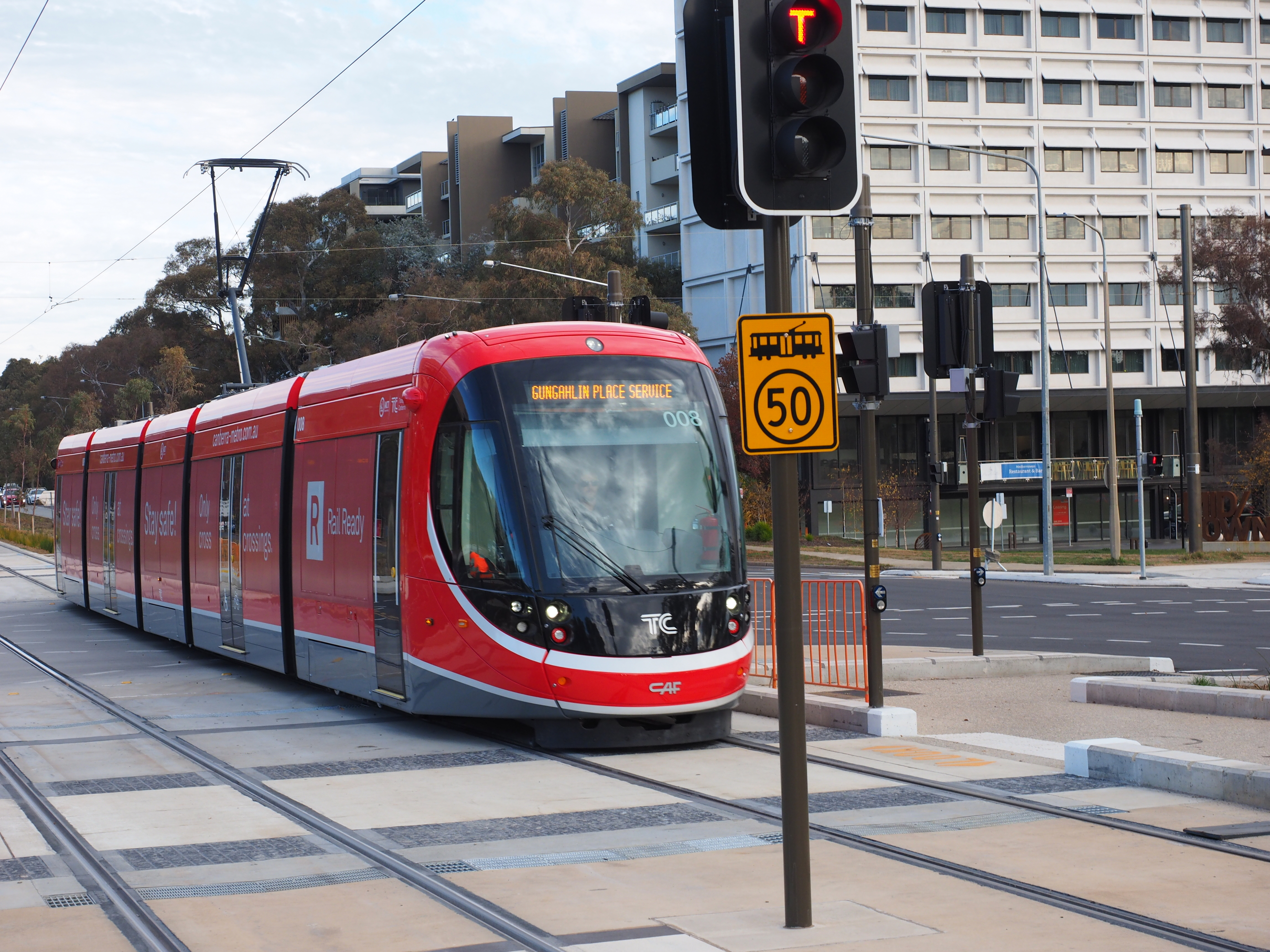
キャンベラ
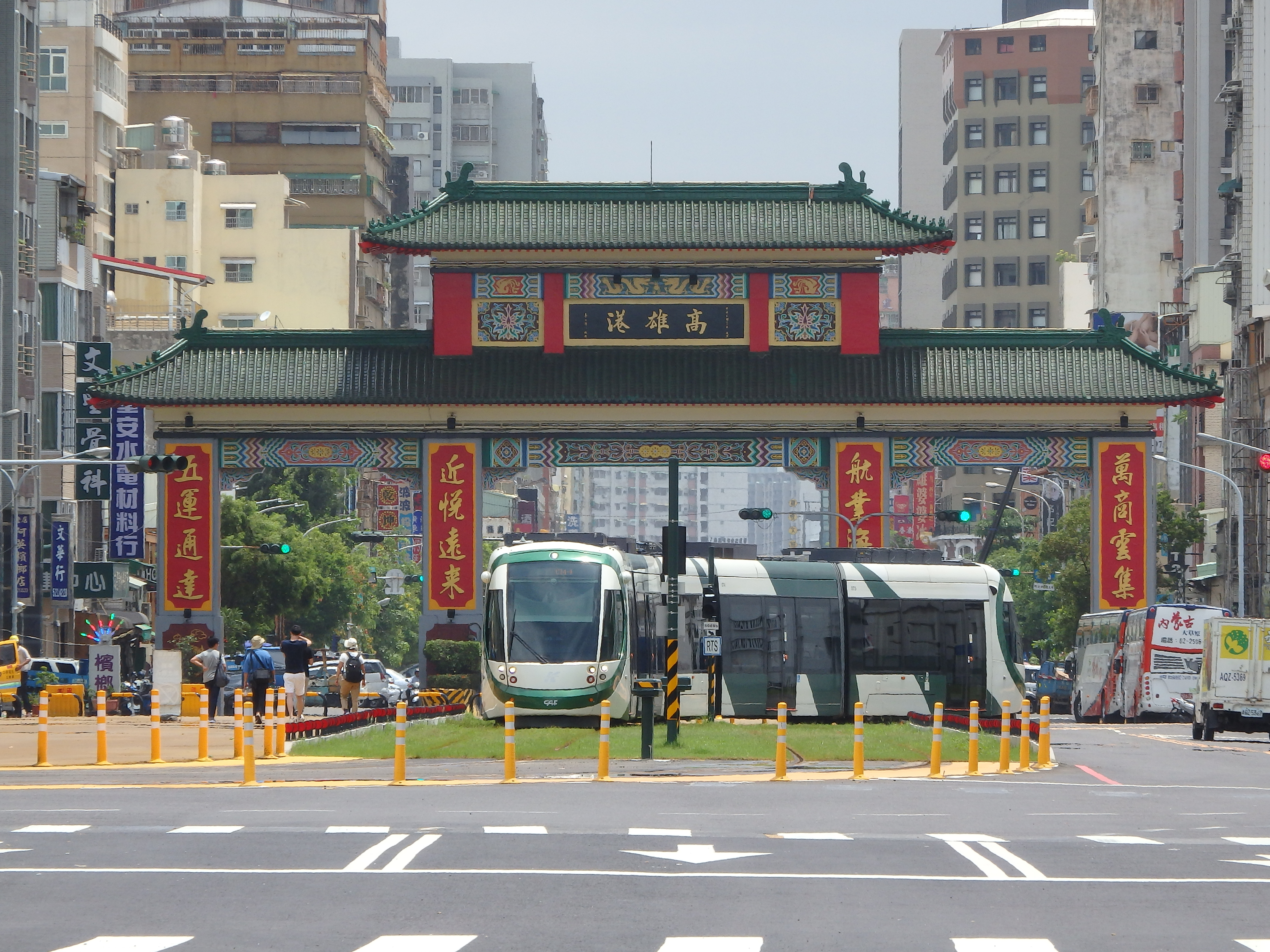
高雄ライトレール（無架線）
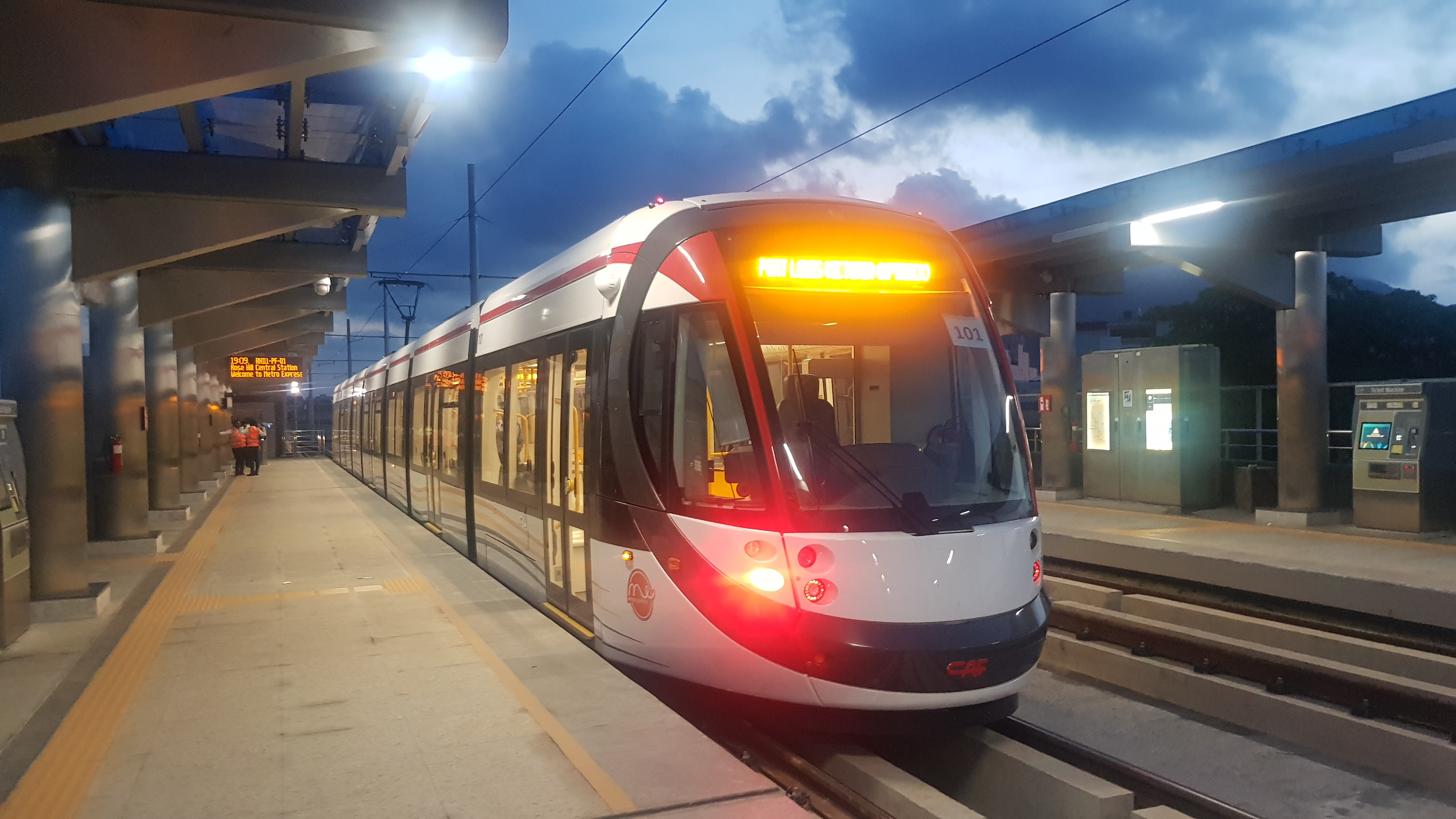
ポートルイス

### Urbos AXL
Urbos AXLはスイングアクスル式独立懸架台車を搭載したより輸送力と最高速度の高い派生シリーズ。4台車3両、5台車4両で70/100よりも少ない車両数で定員を増やしている。
- タリン（タリン市電）[103]
  - 3連20編成が納入された。狭軌（1,067mm）仕様で定員は219人。摂氏-40℃～40℃に対応するため、減速時のエネルギーをACRで蓄電する機能を追加している[104][105]。

- ストックホルム（en:Trams in Stockholm）[19][106]
  - 3連22編成が納入された。定員は275人。最高速度90km/h[107]。

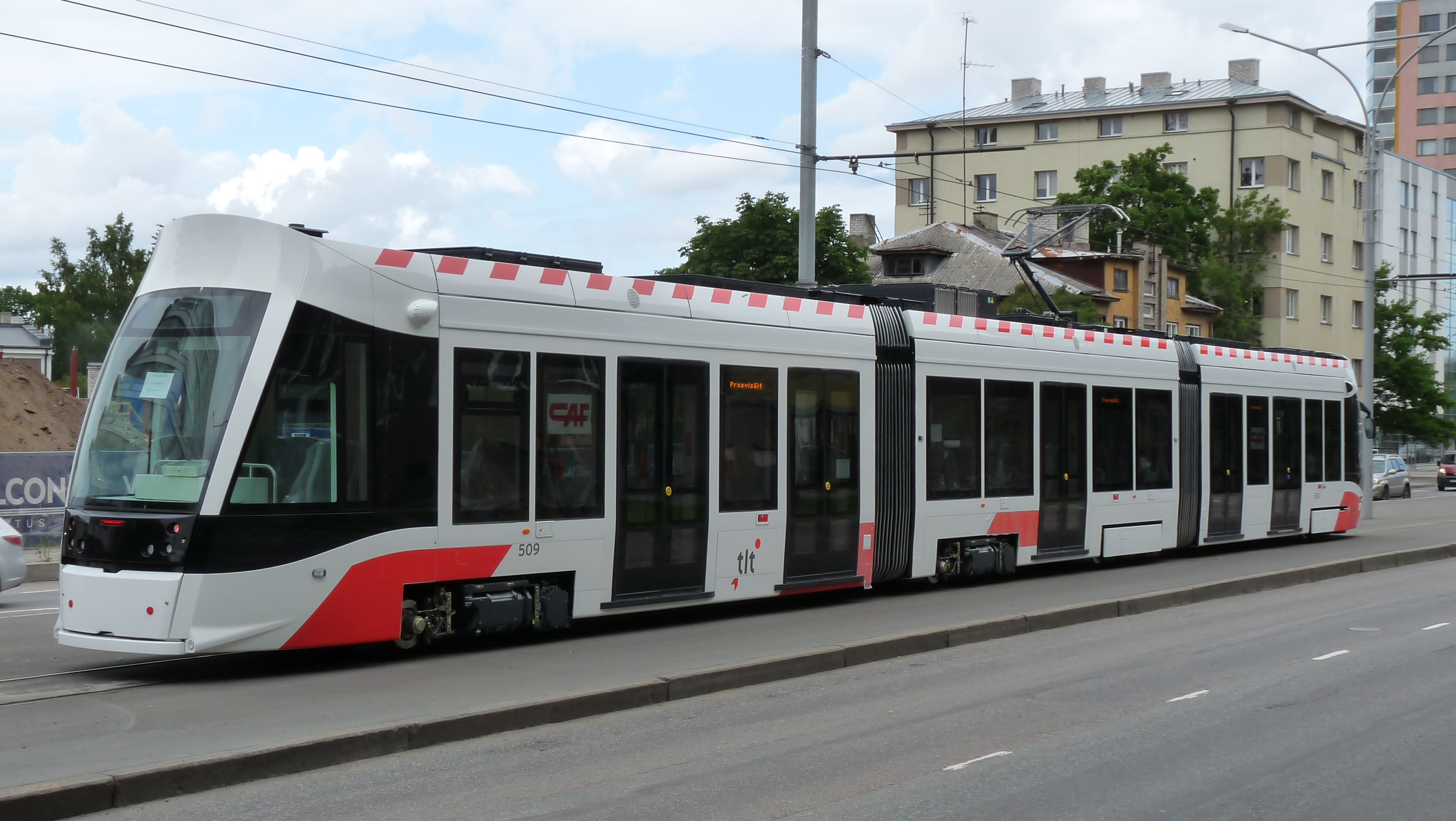
タリンのUrbos AXL
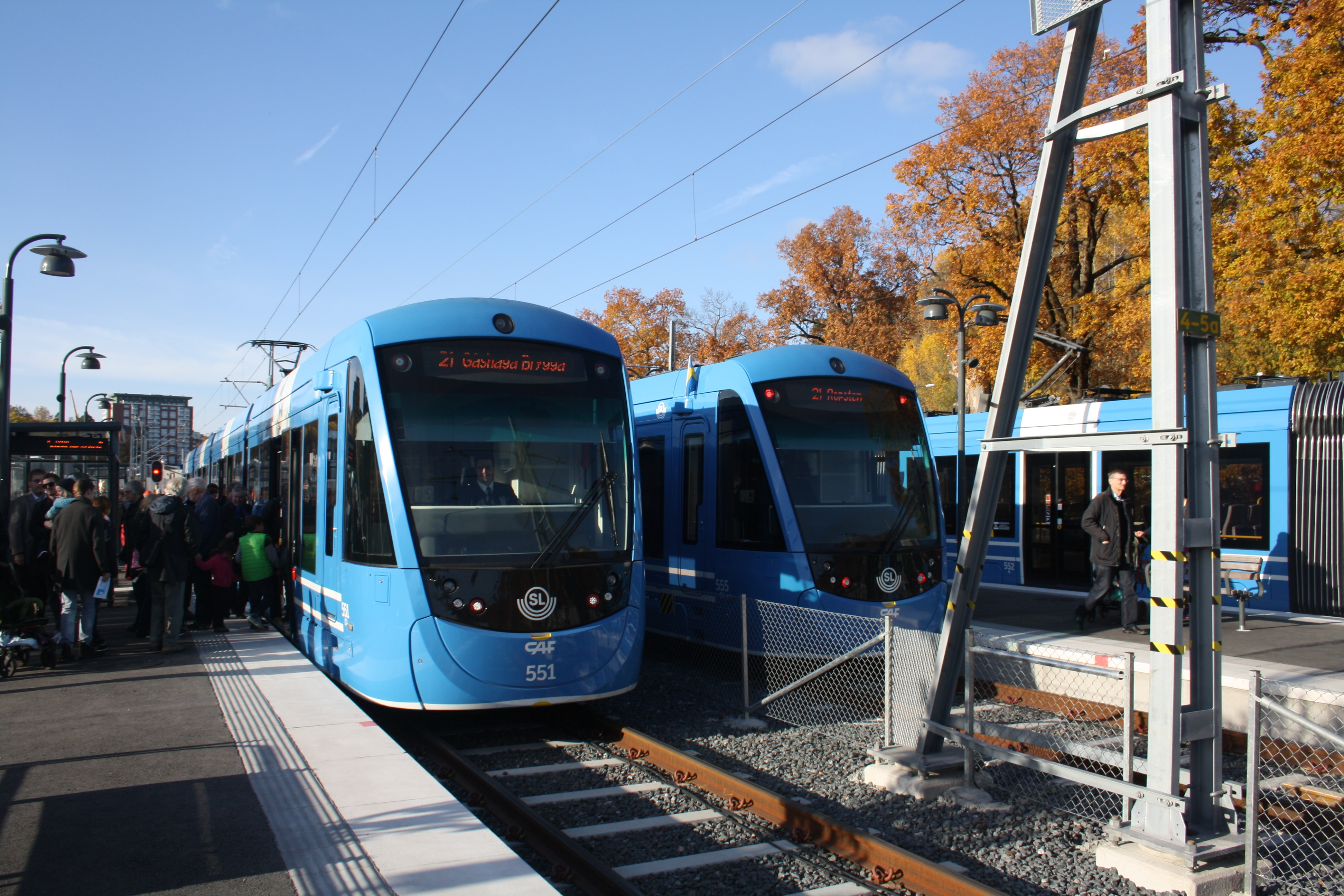
ストックホルムのUrbos AXL

### Urbos TT

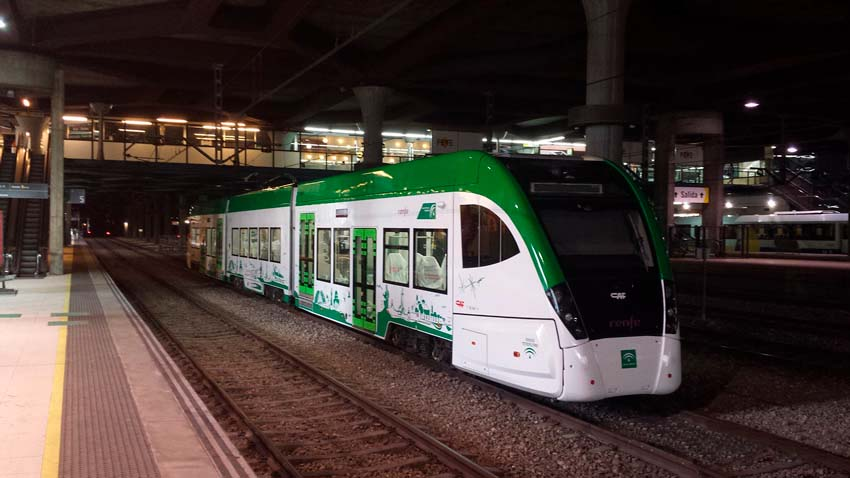
Urbos TT

Urbos TTは都心部を路面電車（ライトレール）、郊外部を一般列車（ヘビーレール）として走行可能なトラムトレイン（Tram Train）仕様。
- カディス（カディス・ベイトラム。es:Tranvía Metropolitano de la Bahía de Cádiz）[108]
  - 2009年に3連7編成が発注された。55%が超低床エリア。最高速度100km/h。

### Urbos LRV

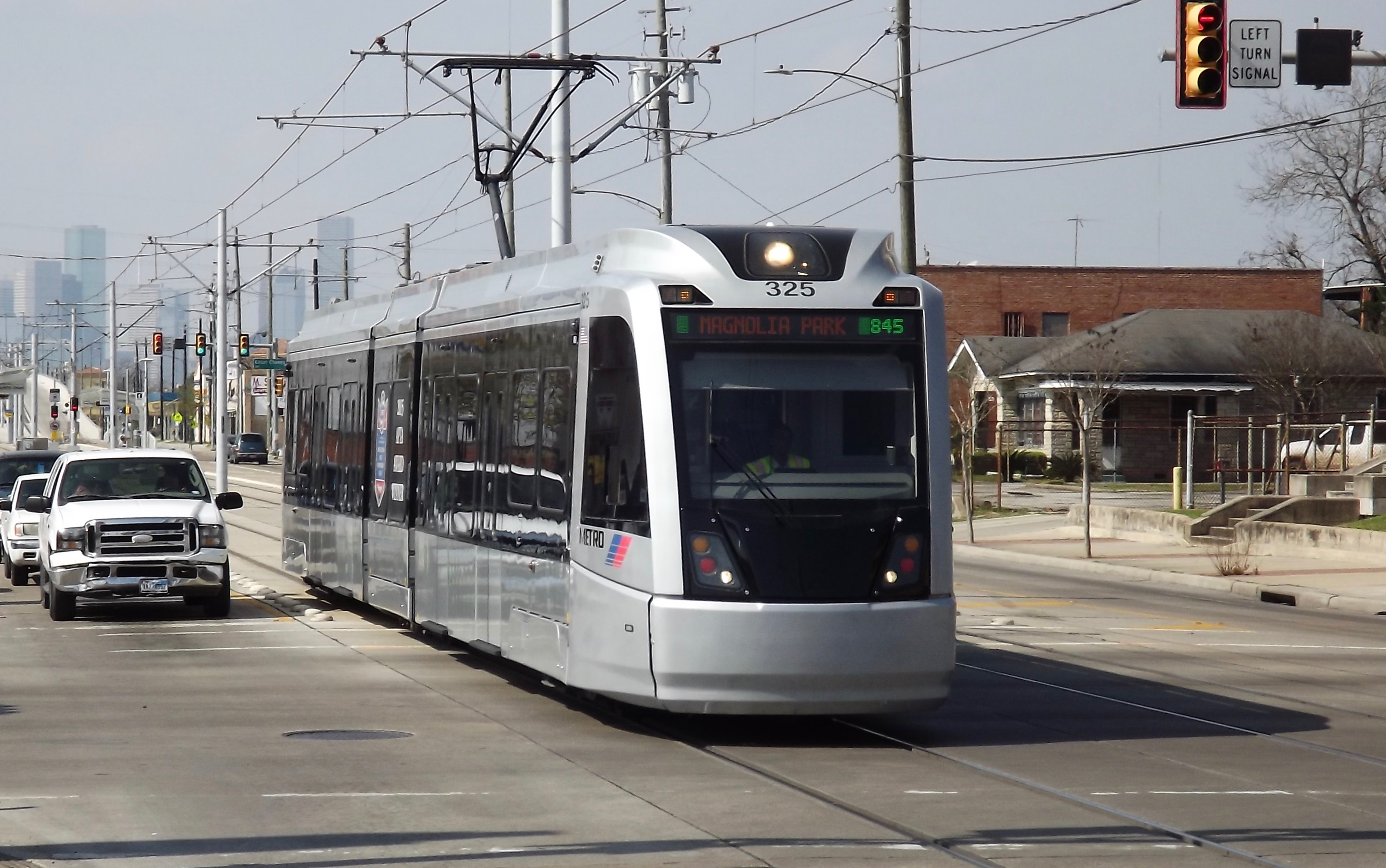
ヒューストンのUrbos LRV

既存モデルを北米市場向けのLRV仕様にカスタマイズしたもの。3台車2連（両端の制御車の間に1台車の中間モジュールを挿入）
- ヒューストン（メトロレール（英語版） 3連30編成を納入している[109]。定員は242人で最高速度92.8km/h[110]

## トラブル
2021年以降、世界各地で運用されているUrbosで台枠に亀裂が生じている事例が相次いで報告されており、営業用の全車両をUrbosで統一しているオーストラリア（インナーウエスト・ライトレール）やイギリス（ウェスト・ミッドランズ・メトロ）では車両不足から1年以上にも及ぶ長期間の運休を余儀なくされる事態も生じている。